# 香取市
香取市（かとりし）は、千葉県の北東部に位置する市。
小江戸三市の一つ。市域は水の郷百選、水郷地帯は水郷筑波国定公園、佐原の町並みは平成百景・重要伝統的建造物群保存地区、商家町の歴史的町並みは日本遺産に認定されている。

## 概要

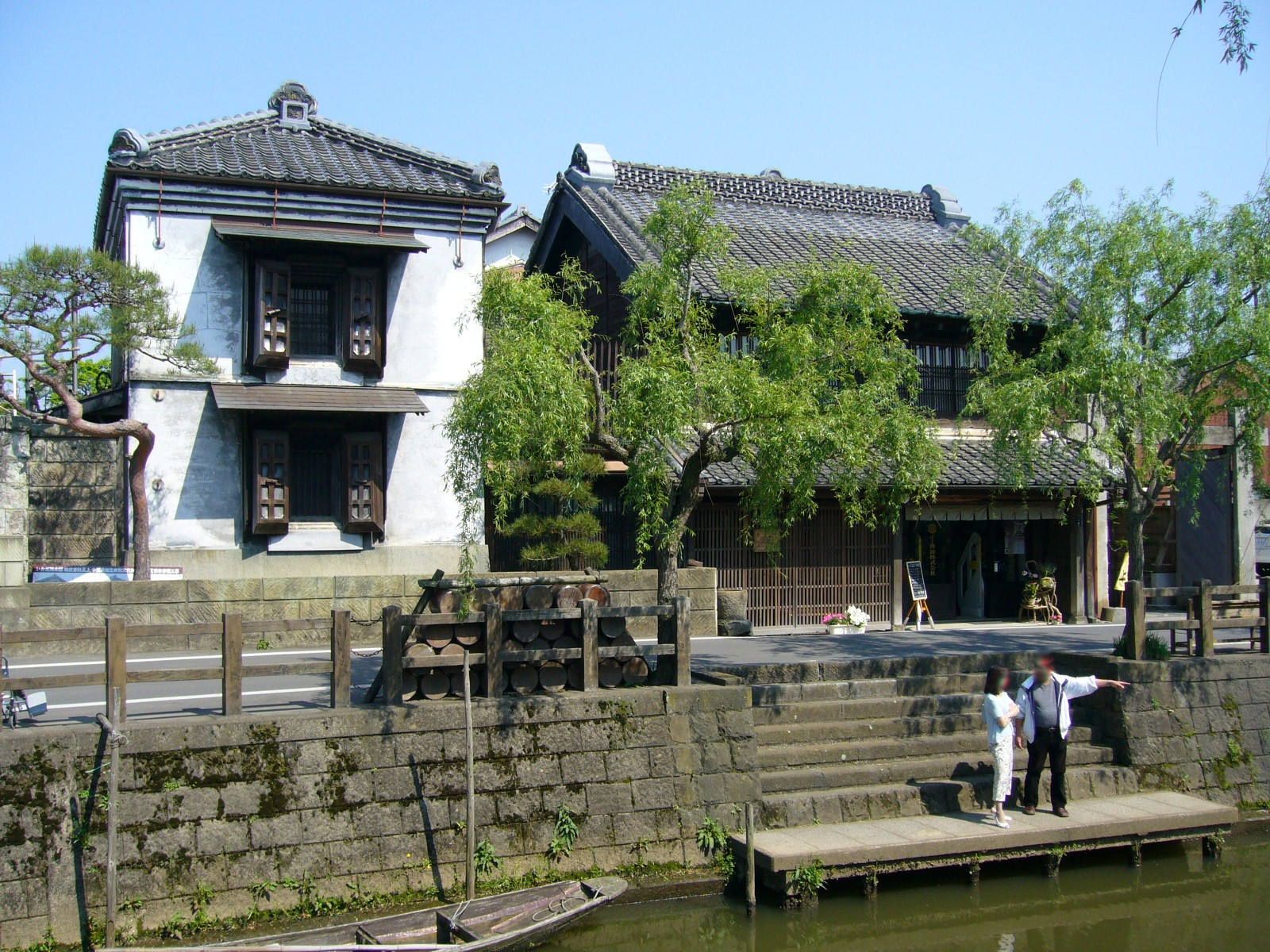
佐原の町並み（小野川沿い）

水郷と呼ばれる国道51号沿線・利根川付近の都市の一つであり、街道と水運が交差する河港商業都市。佐原の商家町や香取神社の総本社である香取神宮の鳥居前町として有名である。米の出荷量は千葉県で第1位である。
佐原は伊能忠敬が商人として活躍した地であり、伊能忠敬旧宅（国の史跡）が保存されている。また、国宝である伊能忠敬関係資料が保管されている伊能忠敬記念館が所在する。樋橋の落水（日本の音風景100選）、横利根閘門ふれあい公園（日本の歴史公園100選）、府馬の大クス（かおり風景100選）など歴史と情緒の溢れる小江戸・水郷の町並みが色濃く残り、佐原三菱館（1914年建築）、正文堂書店店舗（1880年建築）、小堀屋本店店舗（1900年建築）、福新呉服店（1892年建築）、中村屋乾物店（1892年建築）など歴史的建造物が多く現存する。
香取神宮は日本神話で大国主の国譲りの際に活躍する経津主神（フツヌシ）を祭っており、同じく国譲りの際に活躍する武甕槌神（建御雷神、タケミカヅチ）を祭っている鹿島神宮（鹿嶋市）との関係が深い。

## 地理
千葉県北東部に位置し、県庁所在地である千葉市から約45キロメートルの距離である。東京都の都心から70 - 80キロメートル圏内である。都市雇用圏における成田都市圏（成田市）に含まれ、成田市への通勤率は12.7パーセント（平成22年国勢調査）。利根川を挟んで対岸の茨城県と接する。
関東平野に含まれ、内陸部は下総台地が広がり、利根川沿いでは50メートルを越える所もあるが、標高は概ね20 - 40メートルであり、なだらかな起伏が続く台地である。利根川周辺は水郷地帯が広がる平野になっており、水田に利用されている。霞ヶ浦流域自治体の一つ。
- 河川：利根川、横利根川、常陸利根川、黒部川、小野川、栗山川
- 湖沼：霞ヶ浦
- 地形：下総台地、谷津、沖積低地

### 気候
| 香取（1999年 - 2020年）の気候      | 香取（1999年 - 2020年）の気候 | 香取（1999年 - 2020年）の気候 | 香取（1999年 - 2020年）の気候 | 香取（1999年 - 2020年）の気候 | 香取（1999年 - 2020年）の気候 | 香取（1999年 - 2020年）の気候 | 香取（1999年 - 2020年）の気候 | 香取（1999年 - 2020年）の気候 | 香取（1999年 - 2020年）の気候 | 香取（1999年 - 2020年）の気候 | 香取（1999年 - 2020年）の気候 | 香取（1999年 - 2020年）の気候 | 香取（1999年 - 2020年）の気候 |
| 月                                 | 1月                           | 2月                           | 3月                           | 4月                           | 5月                           | 6月                           | 7月                           | 8月                           | 9月                           | 10月                          | 11月                          | 12月                          | 年                            |
| ---------------------------------- | ----------------------------- | ----------------------------- | ----------------------------- | ----------------------------- | ----------------------------- | ----------------------------- | ----------------------------- | ----------------------------- | ----------------------------- | ----------------------------- | ----------------------------- | ----------------------------- | ----------------------------- |
| 最高気温記録 °C （°F）             | 18.6 (65.5)                   | 24.5 (76.1)                   | 25.9 (78.6)                   | 29.4 (84.9)                   | 33.0 (91.4)                   | 36.5 (97.7)                   | 37.2 (99)                     | 37.6 (99.7)                   | 35.5 (95.9)                   | 31.6 (88.9)                   | 27.1 (80.8)                   | 24.4 (75.9)                   | 37.6 (99.7)                   |
| 平均最高気温 °C （°F）             | 9.0 (48.2)                    | 9.7 (49.5)                    | 13.2 (55.8)                   | 17.8 (64)                     | 22.1 (71.8)                   | 24.7 (76.5)                   | 28.7 (83.7)                   | 29.9 (85.8)                   | 26.2 (79.2)                   | 21.1 (70)                     | 16.3 (61.3)                   | 11.4 (52.5)                   | 19.2 (66.6)                   |
| 日平均気温 °C （°F）               | 3.5 (38.3)                    | 4.5 (40.1)                    | 7.9 (46.2)                    | 12.6 (54.7)                   | 17.2 (63)                     | 20.5 (68.9)                   | 24.3 (75.7)                   | 25.4 (77.7)                   | 22.2 (72)                     | 16.9 (62.4)                   | 11.3 (52.3)                   | 5.8 (42.4)                    | 14.4 (57.9)                   |
| 平均最低気温 °C （°F）             | −2.0 (28.4)                   | −0.8 (30.6)                   | 2.2 (36)                      | 7.2 (45)                      | 12.7 (54.9)                   | 16.9 (62.4)                   | 20.9 (69.6)                   | 22.0 (71.6)                   | 18.8 (65.8)                   | 12.8 (55)                     | 6.2 (43.2)                    | 0.4 (32.7)                    | 9.8 (49.6)                    |
| 最低気温記録 °C （°F）             | −8.7 (16.3)                   | −8.9 (16)                     | −5.8 (21.6)                   | −3.3 (26.1)                   | 0.9 (33.6)                    | 7.5 (45.5)                    | 13.4 (56.1)                   | 13.9 (57)                     | 7.9 (46.2)                    | 2.1 (35.8)                    | −2.5 (27.5)                   | −7.8 (18)                     | −8.9 (16)                     |
| 降水量 mm （inch）                 | 84.3 (3.319)                  | 69.0 (2.717)                  | 114.1 (4.492)                 | 124.4 (4.898)                 | 134.5 (5.295)                 | 146.3 (5.76)                  | 130.9 (5.154)                 | 116.0 (4.567)                 | 206.5 (8.13)                  | 282.7 (11.13)                 | 110.5 (4.35)                  | 71.8 (2.827)                  | 1,593.6 (62.74)               |
| 平均降水日数 （≥1.0 mm）           | 5.6                           | 7.0                           | 10.6                          | 10.3                          | 10.7                          | 10.9                          | 9.8                           | 7.7                           | 11.6                          | 12.0                          | 8.8                           | 6.2                           | 111.2                         |
| 平均月間日照時間                   | 194.7                         | 167.0                         | 183.2                         | 181.3                         | 181.8                         | 132.6                         | 157.6                         | 189.4                         | 141.1                         | 131.2                         | 149.3                         | 171.4                         | 1,980.2                       |
| 出典1：Japan Meteorological Agency |                               |                               |                               |                               |                               |                               |                               |                               |                               |                               |                               |                               |                               |
| 出典2：気象庁                      |                               |                               |                               |                               |                               |                               |                               |                               |                               |                               |                               |                               |                               |

### 隣接している自治体
- 千葉県
  - 成田市
  - 匝瑳市
  - 旭市
  - 香取郡
    - 神崎町
    - 多古町
    - 東庄町
- 茨城県
  - 稲敷市
  - 潮来市
  - 神栖市

## 歴史

### 地名の由来
「かとり」という地名の語源については、「梶取」「神鳥」「鹿取」など諸説ある。「香取」という表記は、現存の文書中最も古くにみえるのは、日本に現存する最古の和歌集である『万葉集』「第11巻2436番」に寄物陳思（ものによせておもひをのぶ）として、「香取海（香取の海）」と記されている。

 『万葉集』「第11巻2436番」より和歌の詳細については、以下を参照。
日本海軍の艦艇名にも使用されている。
- 香取 (戦艦)
- 香取型練習巡洋艦
- 香取 (練習巡洋艦)
- かとり (練習艦)
- かとり型巡視船

### 沿革
|                |              |              |              |              |              |              |              |              |              |              |              |              |              |              |              |              |   |        |
| 香取郡佐原町   | 香取郡佐原町 | 香取郡佐原町 | 香取郡佐原町 | 香取郡佐原町 | 香取郡佐原町 | 香取郡佐原町 | 香取郡佐原町 | 香取郡佐原町 | E            | 佐原市       | 佐原市       | 佐原市       | 佐原市       | 佐原市       | 佐原市       | 佐原市       | I | 香取市 |
| 香取郡香取村   | 香取郡香取村 | 香取郡香取村 | B            | 香取郡香取町 | 香取郡香取町 | 香取郡香取町 | 香取郡香取町 | 香取郡香取町 | E            | 佐原市       | 佐原市       | 佐原市       | 佐原市       | 佐原市       | 佐原市       | 佐原市       | I | 香取市 |
| 香取郡相根村   | A            | 香取郡香西村 | 香取郡香西村 | 香取郡香西村 | 香取郡香西村 | 香取郡香西村 | 香取郡香西村 | 香取郡香西村 | E            | 佐原市       | 佐原市       | 佐原市       | 佐原市       | 佐原市       | 佐原市       | 佐原市       | I | 香取市 |
| 香取郡東大戸村 |              |              |              |              |              |              |              |              | E            | 佐原市       | 佐原市       | 佐原市       | 佐原市       | 佐原市       | 佐原市       | 佐原市       | I | 香取市 |
| 香取郡新島村   | 香取郡新島村 | 香取郡新島村 | 香取郡新島村 | 香取郡新島村 | 香取郡新島村 | 香取郡新島村 | 香取郡新島村 | 香取郡新島村 | 香取郡新島村 | 香取郡新島村 | 香取郡新島村 | 香取郡新島村 | 香取郡新島村 | 香取郡新島村 | H            |              | I | 香取市 |
| 香取郡津宮村   |              |              |              |              |              |              |              |              |              |              |              |              |              |              | H            |              | I | 香取市 |
| 香取郡大倉村   |              |              |              |              |              |              |              |              |              |              |              |              |              |              | H            |              | I | 香取市 |
| 香取郡瑞穂村   |              |              |              |              |              |              |              |              |              |              |              |              |              |              | H            |              | I | 香取市 |
| 香取郡小見川町 |              |              |              |              |              |              |              |              |              |              |              |              |              |              |              |              | I | 香取市 |
| 香取郡豊浦村   | 香取郡豊浦村 | 香取郡豊浦村 | 香取郡豊浦村 | 香取郡豊浦村 | 香取郡豊浦村 | 香取郡豊浦村 | 香取郡豊浦村 | 香取郡豊浦村 | 香取郡豊浦村 | 香取郡豊浦村 | F            |              |              |              |              |              | I | 香取市 |
| 香取郡神里村   |              |              |              |              |              |              |              |              |              |              | F            |              |              |              |              |              | I | 香取市 |
| 香取郡森山村   |              |              |              |              |              |              |              |              |              |              | F            |              |              |              |              |              | I | 香取市 |
| 香取郡良文村   | 香取郡良文村 | 香取郡良文村 | 香取郡良文村 | 香取郡良文村 | 香取郡良文村 | 香取郡良文村 | 香取郡良文村 | 香取郡良文村 | 香取郡良文村 | 香取郡良文村 | 香取郡良文村 | 香取郡良文村 | 香取郡良文村 | 香取郡良文村 | H            |              | I | 香取市 |
| 香取郡府馬村   | 香取郡府馬村 | 香取郡府馬村 | 香取郡府馬村 | 香取郡府馬村 | 香取郡府馬村 | 香取郡府馬村 | D            | 香取郡府馬町 | 香取郡府馬町 | 香取郡府馬町 | 香取郡府馬町 | 香取郡府馬町 | G            | 香取郡山田町 | 香取郡山田町 | 香取郡山田町 | I | 香取市 |
| 香取郡山倉村   |              |              |              |              |              |              |              |              |              |              |              |              | G            | 香取郡山田町 | 香取郡山田町 | 香取郡山田町 | I | 香取市 |
| 香取郡八都村   |              |              |              |              |              |              |              |              |              |              |              |              | G            | 香取郡山田町 | 香取郡山田町 | 香取郡山田町 | I | 香取市 |
| 香取郡栗源村   | 香取郡栗源村 | 香取郡栗源村 | 香取郡栗源村 | 香取郡栗源村 | C            | 香取郡栗源町 | 香取郡栗源町 | 香取郡栗源町 | 香取郡栗源町 | 香取郡栗源町 | 香取郡栗源町 | 香取郡栗源町 | 香取郡栗源町 | 香取郡栗源町 | 香取郡栗源町 | 香取郡栗源町 | I | 香取市 |
|                |              |              |              |              |              |              |              |              |              |              |              |              |              |              |              |              |   |        |

1. 1890年（明治23年）5月23日
2. 1897年（明治30年）5月5日
3. 1924年（大正13年）4月10日
4. 1925年（大正14年）10月1日
5. 1951年（昭和26年）3月15日
6. 1951年（昭和26年）4月1日
7. 1954年（昭和29年）8月1日
8. 1955年（昭和30年）2月11日
9. 2006年（平成18年）3月27日

#### 香取市発足前

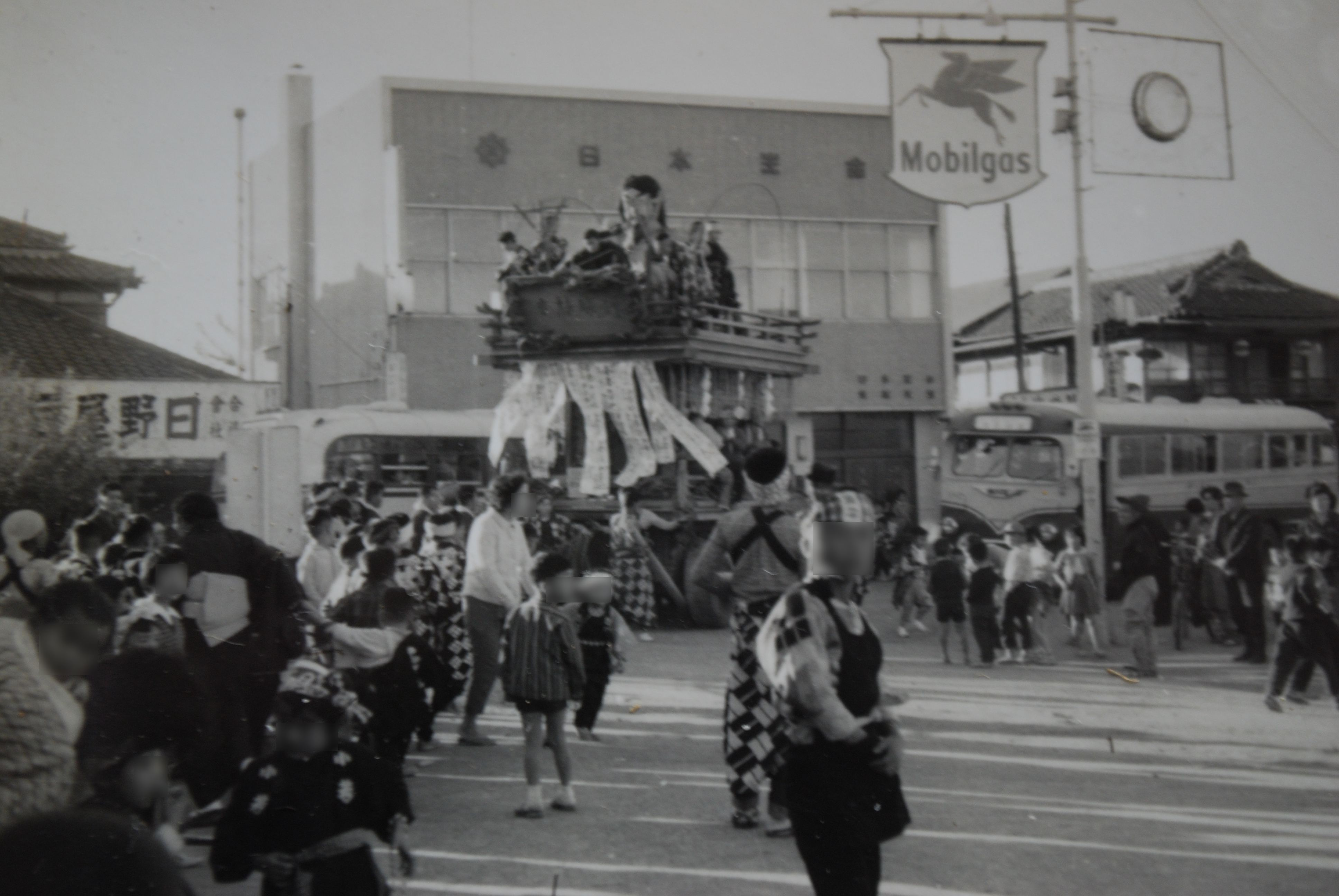
昭和30年代の佐原の大祭

- 1871年12月25日（明治4年旧暦11月14日）：廃藩置県により新治県に編入される。
- 1875年（明治8年）5月6日：新治県が分割され、千葉県に編入される。
- 1898年（明治31年）2月3日：佐原駅が開業。
- 1931年（昭和6年）11月10日：小見川駅が開業。
- 1936年（昭和11年）3月：水郷大橋が開通。
- 1945年（昭和20年）能崎事件（佐原町事件）。
- 1953年（昭和28年）5月18日：国道123号（2025年現在の国道51号）が制定。
- 1965年（昭和40年）：国道356号が制定。
- 1970年（昭和45年）8月20日：鹿島線が開業。
- 1973年（昭和48年）8月1日：小見川大橋が開通[4]。
- 1986年（昭和61年）3月28日：東関東自動車道佐原香取ICが供用開始。
- 1988年（昭和63年）4月21日：東総有料道路が供用開始[5]。
- 2002年（平成14年）8月10日：道の駅くりもとが開駅[6]。

#### 香取市発足後

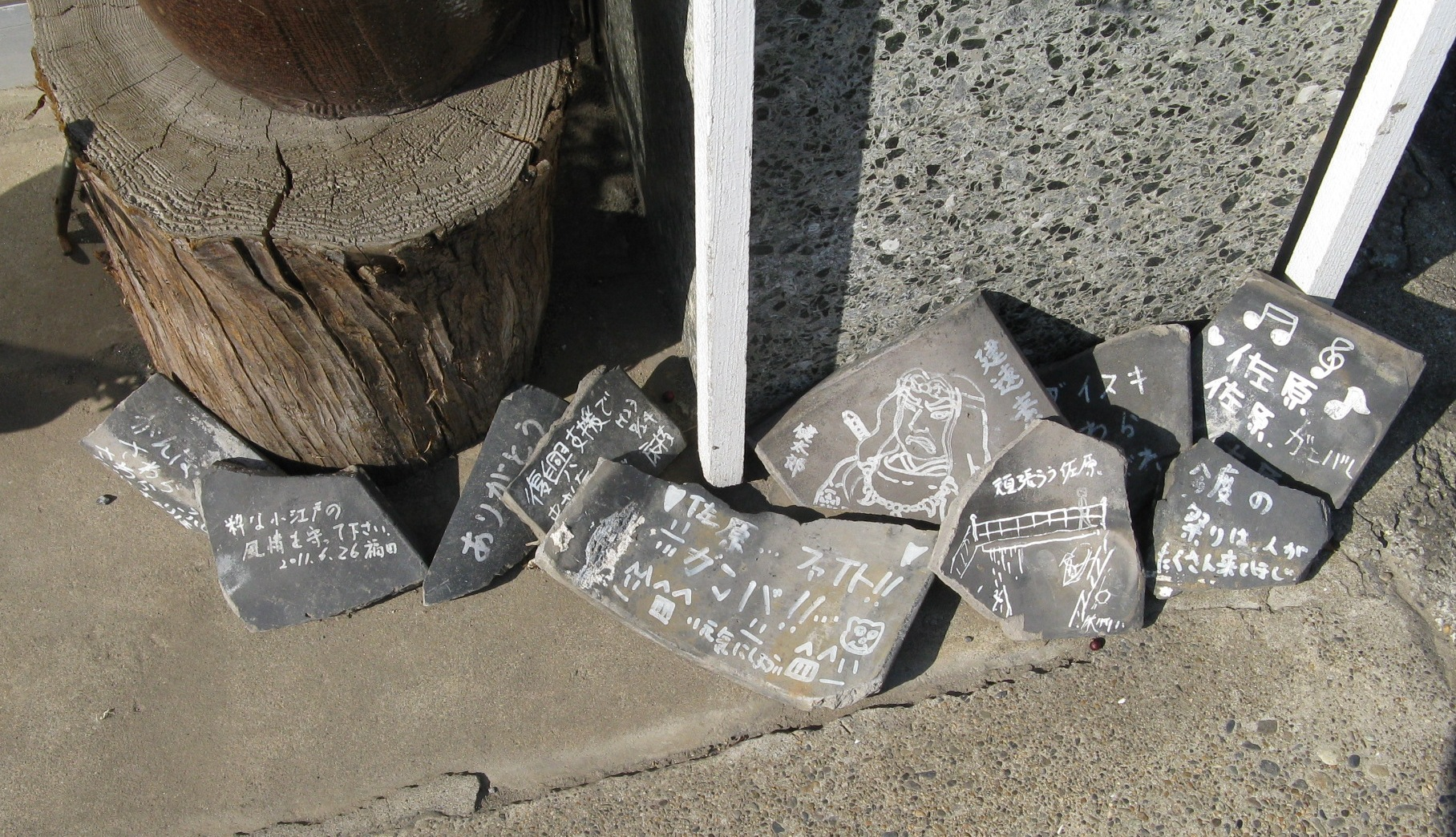
東日本大震災で落下し壊れた瓦に書きこまれた応援メッセージ

- 2006年（平成18年）3月27日：佐原市、香取郡小見川町、山田町、栗源町が合併され、「香取市」が発足[7]。
- 2010年（平成22年）3月27日：道の駅・川の駅水の郷さわらが開業[8]。
- 2011年（平成23年）3月11日：東日本大震災で被災。震度5強の揺れを観測。この地震により、市内は被災建物総数6,000棟、液状化面積3,500ヘクタールの被害を受けた。

### 行政区域変遷
- 変遷の年表

| 香取市市域の変遷（年表） | 香取市市域の変遷（年表） | 香取市市域の変遷（年表） |
| 年                       | 月日                     | 現香取市市域に関連する行政区域変遷 |
| ------------------------ | ------------------------ | --- |
| 1889年（明治22年）       | 4月1日                   | 町村制施行により、以下の町村がそれぞれ発足。 - 旧佐原市 - 佐原町 ← 佐原町・佐原新田・篠原村・中島村・中洲村・西代村字笄島 - 香取村 ← 香取村・吉原村・多田村・新市場村・新部村・釜塚村・返田村・下小野村・九美上村・丁子村 - 相根村 ← 大根村・大崎村・観音村・長山村・本矢作村・福田村・伊地山村・与倉村・鳥羽村・牧野村 - 東大戸村 ← 大戸村・大戸川村・山之辺村・森戸村・片野村・上小川村・関村・新寺村・玉造村 - 本新島村 ← 上之島村・上須田村・西代村・野間谷原村・石納村・飯島村・川尻村・大戸村の新田 - 瑞穂村 ← 堀之内村・谷中村・鴇崎村・西坂村・寺内村・西和田村・西部田村 - 新島村 ← 八筋川村・大島村・三島村・境島村・扇島村・加藤洲村・磯山村・附洲新田・公官洲新田 - 津宮村 ← 津宮村が単独で村制施行。 - 大倉村 ← 大倉村、丁子村の一部（丁子新田） - 旧小見川町 - 小見川町 ← 小見川村・本郷村・八日市場村・野田村・下小川村・羽根川村・南原地新田・新々田村・中沼村 - 豊浦村 ← 富田村・増田村・分郷村・下小堀村・一之分目村・三之分目村 - 神里村 ← 清里村・上小堀村・虫幡村・木内村・白井村・山川村・八木村 - 森山村 ← 下飯田村・岡飯田村・布野村・阿玉川村・川頭村・北原地新田 - 良文村 ← 五郷内村・阿玉台村・久保村・和泉村・貝塚村 - 旧山田町 - 府馬村 ← 府馬村・志高村・古内村・長岡村 - 八都村 ← 田部村・竹ノ内村・小見村・川上村・米野井村・高野村・神生村・仁良村 - 山倉村 ← 新里村・桐谷村・小川村・鳩山村・大角村・山倉村 - 旧栗源町 - 栗源村 ← 岩部村・助沢村・苅毛村・高萩村・西田部村・沢村・荒北村 |
| 1890年（明治23年）       | 5月23日                  | 相根村が改称し香西村になる。 |
| 1897年（明治30年）       | 5月5日                   | 香取村が町制を施行し、香取町となる。 |
| 1899年（明治32年）       | 4月1日                   | - 東大戸村は本新島村の一部（野間谷原、飯島、川尻、大戸新田と石納、飯島の各一部） と合併し東大戸村が発足。 - 新島村の一部（八筋川、大島、三島、境島のうち横利根川より西側）と佐原町の一部（佐原新田の一部）は 本新島村の一部（上之島、上須田、西代と石納、飯島の各一部）とともに合併して茨城県稲敷郡本新島村が発足。 |
| 1913年（大正2年）        |                          | 香西村の一部（牧野）は佐原町に編入。 |
| 1924年（大正13年）       | 4月10日                  | 栗源村が町制を施行し、栗源町となる。 |
| 1925年（大正14年）       | 10月1日                  | 府馬村が町制施行し府馬町となる。 |
| 1951年（昭和26年）       | 3月15日                  | 佐原町・香取町・東大戸村・香西村が合併し佐原市が発足。 |
| 1951年（昭和26年）       | 4月1日                   | 小見川町・豊浦村・神里村・森山村と合併し小見川町が発足。 |
| 1954年（昭和29年）       | 8月1日                   | 府馬町・八都村・山倉村が合併し山田町が発足。 |
| 1955年（昭和30年）       | 2月11日                  | - 佐原市は瑞穂村・新島村・津宮村・大倉村に編入。 - 小見川町と良文村が合併し小見川町が発足。 |
| 2006年（平成18年）       | 3月27日                  | 佐原市・小見川町・山田町・栗源町が合併して香取市が発足。 |

- 変遷表

|  | 佐原村           | 明治21年 佐原町  | 佐原町          | 佐原町                       | 昭和26年3月15日 佐原市         | 平成18年3月27日 香取市 | 香取市 |
|  | 佐原新田の一部   |                  | 佐原町          | 佐原町                       | 昭和26年3月15日 佐原市         | 平成18年3月27日 香取市 | 香取市 |
|  | 篠原村           |                  | 佐原町          | 佐原町                       | 昭和26年3月15日 佐原市         | 平成18年3月27日 香取市 | 香取市 |
|  | 中島村           |                  | 佐原町          | 佐原町                       | 昭和26年3月15日 佐原市         | 平成18年3月27日 香取市 | 香取市 |
|  | 中洲村           |                  | 佐原町          | 佐原町                       | 昭和26年3月15日 佐原市         | 平成18年3月27日 香取市 | 香取市 |
|  | 西代村字笄島     |                  | 佐原町          | 佐原町                       | 昭和26年3月15日 佐原市         | 平成18年3月27日 香取市 | 香取市 |
|  | 牧野村           | 牧野村           | 相根村          | 大正2年 佐原町に編入         | 昭和26年3月15日 佐原市         | 平成18年3月27日 香取市 | 香取市 |
|  | 大根村           | 大根村           | 相根村          | 明治23年5月23日 香西村に改称 | 昭和26年3月15日 佐原市         | 平成18年3月27日 香取市 | 香取市 |
|  | 大崎村           |                  | 相根村          | 明治23年5月23日 香西村に改称 | 昭和26年3月15日 佐原市         | 平成18年3月27日 香取市 | 香取市 |
|  | 観音村           |                  | 相根村          | 明治23年5月23日 香西村に改称 | 昭和26年3月15日 佐原市         | 平成18年3月27日 香取市 | 香取市 |
|  | 長山村           |                  | 相根村          | 明治23年5月23日 香西村に改称 | 昭和26年3月15日 佐原市         | 平成18年3月27日 香取市 | 香取市 |
|  | 本矢作村         |                  | 相根村          | 明治23年5月23日 香西村に改称 | 昭和26年3月15日 佐原市         | 平成18年3月27日 香取市 | 香取市 |
|  | 福田村           |                  | 相根村          | 明治23年5月23日 香西村に改称 | 昭和26年3月15日 佐原市         | 平成18年3月27日 香取市 | 香取市 |
|  | 伊地山村         |                  | 相根村          | 明治23年5月23日 香西村に改称 | 昭和26年3月15日 佐原市         | 平成18年3月27日 香取市 | 香取市 |
|  | 与倉村           |                  | 相根村          | 明治23年5月23日 香西村に改称 | 昭和26年3月15日 佐原市         | 平成18年3月27日 香取市 | 香取市 |
|  | 鳥羽村           |                  | 相根村          | 明治23年5月23日 香西村に改称 | 昭和26年3月15日 佐原市         | 平成18年3月27日 香取市 | 香取市 |
|  | 香取村           | 香取村           | 香取村'         | 明治30年5月5日 町制          | 昭和26年3月15日 佐原市         | 平成18年3月27日 香取市 | 香取市 |
|  | 吉原村           |                  | 香取村'         | 明治30年5月5日 町制          | 昭和26年3月15日 佐原市         | 平成18年3月27日 香取市 | 香取市 |
|  | 多田村           |                  | 香取村'         | 明治30年5月5日 町制          | 昭和26年3月15日 佐原市         | 平成18年3月27日 香取市 | 香取市 |
|  | 新市場村         |                  | 香取村'         | 明治30年5月5日 町制          | 昭和26年3月15日 佐原市         | 平成18年3月27日 香取市 | 香取市 |
|  | 新部村           |                  | 香取村'         | 明治30年5月5日 町制          | 昭和26年3月15日 佐原市         | 平成18年3月27日 香取市 | 香取市 |
|  | 釜塚村           |                  | 香取村'         | 明治30年5月5日 町制          | 昭和26年3月15日 佐原市         | 平成18年3月27日 香取市 | 香取市 |
|  | 返田村           |                  | 香取村'         | 明治30年5月5日 町制          | 昭和26年3月15日 佐原市         | 平成18年3月27日 香取市 | 香取市 |
|  | 下小野村         |                  | 香取村'         | 明治30年5月5日 町制          | 昭和26年3月15日 佐原市         | 平成18年3月27日 香取市 | 香取市 |
|  | 丁子村           |                  | 香取村'         | 明治30年5月5日 町制          | 昭和26年3月15日 佐原市         | 平成18年3月27日 香取市 | 香取市 |
|  |                  | 明治9年 九美上村 | 香取村'         | 明治30年5月5日 町制          | 昭和26年3月15日 佐原市         | 平成18年3月27日 香取市 | 香取市 |
|  | 大戸村           | 大戸村           | 東大戸村        | 明治32年4月1日 東大戸村      | 昭和26年3月15日 佐原市         | 平成18年3月27日 香取市 | 香取市 |
|  | 大戸川村         |                  | 東大戸村        | 明治32年4月1日 東大戸村      | 昭和26年3月15日 佐原市         | 平成18年3月27日 香取市 | 香取市 |
|  | 山之辺村         |                  | 東大戸村        | 明治32年4月1日 東大戸村      | 昭和26年3月15日 佐原市         | 平成18年3月27日 香取市 | 香取市 |
|  | 森戸村           |                  | 東大戸村        | 明治32年4月1日 東大戸村      | 昭和26年3月15日 佐原市         | 平成18年3月27日 香取市 | 香取市 |
|  | 片野村           |                  | 東大戸村        | 明治32年4月1日 東大戸村      | 昭和26年3月15日 佐原市         | 平成18年3月27日 香取市 | 香取市 |
|  | 上小川村         |                  | 東大戸村        | 明治32年4月1日 東大戸村      | 昭和26年3月15日 佐原市         | 平成18年3月27日 香取市 | 香取市 |
|  | 関村             |                  | 東大戸村        | 明治32年4月1日 東大戸村      | 昭和26年3月15日 佐原市         | 平成18年3月27日 香取市 | 香取市 |
|  | 新寺村           |                  | 東大戸村        | 明治32年4月1日 東大戸村      | 昭和26年3月15日 佐原市         | 平成18年3月27日 香取市 | 香取市 |
|  | 玉造村           |                  | 東大戸村        | 明治32年4月1日 東大戸村      | 昭和26年3月15日 佐原市         | 平成18年3月27日 香取市 | 香取市 |
|  | 川尻村           | 川尻村           | 本新島村 の一部 | 明治32年4月1日 東大戸村      | 昭和26年3月15日 佐原市         | 平成18年3月27日 香取市 | 香取市 |
|  | 野間谷原村       |                  | 本新島村 の一部 | 明治32年4月1日 東大戸村      | 昭和26年3月15日 佐原市         | 平成18年3月27日 香取市 | 香取市 |
|  | 大戸村の新田     |                  | 本新島村 の一部 | 明治32年4月1日 東大戸村      | 昭和26年3月15日 佐原市         | 平成18年3月27日 香取市 | 香取市 |
|  | 飯島村の一部     |                  | 本新島村 の一部 | 明治32年4月1日 東大戸村      | 昭和26年3月15日 佐原市         | 平成18年3月27日 香取市 | 香取市 |
|  | 石納村の一部     |                  | 本新島村 の一部 | 明治32年4月1日 東大戸村      | 昭和26年3月15日 佐原市         | 平成18年3月27日 香取市 | 香取市 |
|  | 堀之内村         | 堀之内村         | 瑞穂村          | 瑞穂村                       | 昭和30年2月11日 佐原市に編入   | 平成18年3月27日 香取市 | 香取市 |
|  | 谷中村           |                  | 瑞穂村          | 瑞穂村                       | 昭和30年2月11日 佐原市に編入   | 平成18年3月27日 香取市 | 香取市 |
|  | 鴇崎村           |                  | 瑞穂村          | 瑞穂村                       | 昭和30年2月11日 佐原市に編入   | 平成18年3月27日 香取市 | 香取市 |
|  | 西坂村           |                  | 瑞穂村          | 瑞穂村                       | 昭和30年2月11日 佐原市に編入   | 平成18年3月27日 香取市 | 香取市 |
|  | 寺内村           |                  | 瑞穂村          | 瑞穂村                       | 昭和30年2月11日 佐原市に編入   | 平成18年3月27日 香取市 | 香取市 |
|  | 和田村           | 明治3年 西和田村 | 瑞穂村          | 瑞穂村                       | 昭和30年2月11日 佐原市に編入   | 平成18年3月27日 香取市 | 香取市 |
|  | 西部田村         |                  | 瑞穂村          | 瑞穂村                       | 昭和30年2月11日 佐原市に編入   | 平成18年3月27日 香取市 | 香取市 |
|  | 八筋川村の一部   | 八筋川村の一部   | 新島村 の一部   | 明治32年4月1日 新島村        | 昭和30年2月11日 佐原市に編入   | 平成18年3月27日 香取市 | 香取市 |
|  | 大島村の一部     |                  | 新島村 の一部   | 明治32年4月1日 新島村        | 昭和30年2月11日 佐原市に編入   | 平成18年3月27日 香取市 | 香取市 |
|  | 三島村の一部     |                  | 新島村 の一部   | 明治32年4月1日 新島村        | 昭和30年2月11日 佐原市に編入   | 平成18年3月27日 香取市 | 香取市 |
|  | 境島村の一部     |                  | 新島村 の一部   | 明治32年4月1日 新島村        | 昭和30年2月11日 佐原市に編入   | 平成18年3月27日 香取市 | 香取市 |
|  | 扇島村           |                  | 新島村 の一部   | 明治32年4月1日 新島村        | 昭和30年2月11日 佐原市に編入   | 平成18年3月27日 香取市 | 香取市 |
|  | 加藤洲村         |                  | 新島村 の一部   | 明治32年4月1日 新島村        | 昭和30年2月11日 佐原市に編入   | 平成18年3月27日 香取市 | 香取市 |
|  | 磯山村           |                  | 新島村 の一部   | 明治32年4月1日 新島村        | 昭和30年2月11日 佐原市に編入   | 平成18年3月27日 香取市 | 香取市 |
|  | 附洲新田         |                  | 新島村 の一部   | 明治32年4月1日 新島村        | 昭和30年2月11日 佐原市に編入   | 平成18年3月27日 香取市 | 香取市 |
|  | 公官洲新田       |                  | 新島村 の一部   | 明治32年4月1日 新島村        | 昭和30年2月11日 佐原市に編入   | 平成18年3月27日 香取市 | 香取市 |
|  | 津宮村           | 津宮村           | 津宮村          | 津宮村                       | 昭和30年2月11日 佐原市に編入   | 平成18年3月27日 香取市 | 香取市 |
|  | 大倉村           | 大倉村           | 大倉村          | 大倉村                       | 昭和30年2月11日 佐原市に編入   | 平成18年3月27日 香取市 | 香取市 |
|  | 丁子村字丁子新田 |                  | 大倉村          | 大倉村                       | 昭和30年2月11日 佐原市に編入   | 平成18年3月27日 香取市 | 香取市 |
|  | 小見川村         | 小見川村         | 小見川町        | 小見川町                     | 昭和26年4月1日 小見川町        | 平成18年3月27日 香取市 | 香取市 |
|  | 本郷村           |                  | 小見川町        | 小見川町                     | 昭和26年4月1日 小見川町        | 平成18年3月27日 香取市 | 香取市 |
|  | 八日市場村       |                  | 小見川町        | 小見川町                     | 昭和26年4月1日 小見川町        | 平成18年3月27日 香取市 | 香取市 |
|  | 野田村           |                  | 小見川町        | 小見川町                     | 昭和26年4月1日 小見川町        | 平成18年3月27日 香取市 | 香取市 |
|  | 下小川村         |                  | 小見川町        | 小見川町                     | 昭和26年4月1日 小見川町        | 平成18年3月27日 香取市 | 香取市 |
|  | 羽根川村         |                  | 小見川町        | 小見川町                     | 昭和26年4月1日 小見川町        | 平成18年3月27日 香取市 | 香取市 |
|  | 南原地新田       |                  | 小見川町        | 小見川町                     | 昭和26年4月1日 小見川町        | 平成18年3月27日 香取市 | 香取市 |
|  | 新々田村         |                  | 小見川町        | 小見川町                     | 昭和26年4月1日 小見川町        | 平成18年3月27日 香取市 | 香取市 |
|  | 中沼村           |                  | 小見川町        | 小見川町                     | 昭和26年4月1日 小見川町        | 平成18年3月27日 香取市 | 香取市 |
|  | 富田村           | 富田村           | 豊浦村          | 豊浦村                       | 昭和26年4月1日 小見川町        | 平成18年3月27日 香取市 | 香取市 |
|  | 増田村           |                  | 豊浦村          | 豊浦村                       | 昭和26年4月1日 小見川町        | 平成18年3月27日 香取市 | 香取市 |
|  | 分郷村           |                  | 豊浦村          | 豊浦村                       | 昭和26年4月1日 小見川町        | 平成18年3月27日 香取市 | 香取市 |
|  | 下小堀村         |                  | 豊浦村          | 豊浦村                       | 昭和26年4月1日 小見川町        | 平成18年3月27日 香取市 | 香取市 |
|  | 一之分目村       |                  | 豊浦村          | 豊浦村                       | 昭和26年4月1日 小見川町        | 平成18年3月27日 香取市 | 香取市 |
|  | 三之分目村       |                  | 豊浦村          | 豊浦村                       | 昭和26年4月1日 小見川町        | 平成18年3月27日 香取市 | 香取市 |
|  | 織幡村           | 明治9年 清里村   | 神里村          | 神里村                       | 昭和26年4月1日 小見川町        | 平成18年3月27日 香取市 | 香取市 |
|  | 幡鉾村           | 明治9年 清里村   | 神里村          | 神里村                       | 昭和26年4月1日 小見川町        | 平成18年3月27日 香取市 | 香取市 |
|  | 油田村           | 明治9年 清里村   | 神里村          | 神里村                       | 昭和26年4月1日 小見川町        | 平成18年3月27日 香取市 | 香取市 |
|  | 内野村           | 明治9年 清里村   | 神里村          | 神里村                       | 昭和26年4月1日 小見川町        | 平成18年3月27日 香取市 | 香取市 |
|  | 竜谷村           | 明治9年 清里村   | 神里村          | 神里村                       | 昭和26年4月1日 小見川町        | 平成18年3月27日 香取市 | 香取市 |
|  | 上小堀村         |                  | 神里村          | 神里村                       | 昭和26年4月1日 小見川町        | 平成18年3月27日 香取市 | 香取市 |
|  | 虫幡村           |                  | 神里村          | 神里村                       | 昭和26年4月1日 小見川町        | 平成18年3月27日 香取市 | 香取市 |
|  | 木内村           |                  | 神里村          | 神里村                       | 昭和26年4月1日 小見川町        | 平成18年3月27日 香取市 | 香取市 |
|  | 白井村           |                  | 神里村          | 神里村                       | 昭和26年4月1日 小見川町        | 平成18年3月27日 香取市 | 香取市 |
|  | 山川村           |                  | 神里村          | 神里村                       | 昭和26年4月1日 小見川町        | 平成18年3月27日 香取市 | 香取市 |
|  | 八木村           |                  | 神里村          | 神里村                       | 昭和26年4月1日 小見川町        | 平成18年3月27日 香取市 | 香取市 |
|  | 下飯田村         | 下飯田村         | 森山村          | 森山村                       | 昭和26年4月1日 小見川町        | 平成18年3月27日 香取市 | 香取市 |
|  | 岡飯田村         |                  | 森山村          | 森山村                       | 昭和26年4月1日 小見川町        | 平成18年3月27日 香取市 | 香取市 |
|  | 布野村           |                  | 森山村          | 森山村                       | 昭和26年4月1日 小見川町        | 平成18年3月27日 香取市 | 香取市 |
|  | 阿玉川村         |                  | 森山村          | 森山村                       | 昭和26年4月1日 小見川町        | 平成18年3月27日 香取市 | 香取市 |
|  | 川頭村           |                  | 森山村          | 森山村                       | 昭和26年4月1日 小見川町        | 平成18年3月27日 香取市 | 香取市 |
|  | 北原地新田       |                  | 森山村          | 森山村                       | 昭和26年4月1日 小見川町        | 平成18年3月27日 香取市 | 香取市 |
|  | 五郷内村         | 五郷内村         | 良文村          | 良文村                       | 昭和30年2月11日 小見川町と合併 | 平成18年3月27日 香取市 | 香取市 |
|  | 阿玉台村         |                  | 良文村          | 良文村                       | 昭和30年2月11日 小見川町と合併 | 平成18年3月27日 香取市 | 香取市 |
|  | 阿玉久保村       | 明治元年 久保村  | 良文村          | 良文村                       | 昭和30年2月11日 小見川町と合併 | 平成18年3月27日 香取市 | 香取市 |
|  | 和泉村           |                  | 良文村          | 良文村                       | 昭和30年2月11日 小見川町と合併 | 平成18年3月27日 香取市 | 香取市 |
|  | 貝塚村           |                  | 良文村          | 良文村                       | 昭和30年2月11日 小見川町と合併 | 平成18年3月27日 香取市 | 香取市 |
|  | 府馬村           | 府馬村           | 府馬村          | 大正14年10月1日 町制         | 昭和29年8月1日 山田町          | 平成18年3月27日 香取市 | 香取市 |
|  | 志高村           |                  | 府馬村          | 大正14年10月1日 町制         | 昭和29年8月1日 山田町          | 平成18年3月27日 香取市 | 香取市 |
|  | 古内村           |                  | 府馬村          | 大正14年10月1日 町制         | 昭和29年8月1日 山田町          | 平成18年3月27日 香取市 | 香取市 |
|  | 長岡村           |                  | 府馬村          | 大正14年10月1日 町制         | 昭和29年8月1日 山田町          | 平成18年3月27日 香取市 | 香取市 |
|  | 田部村           | 田部村           | 八都村          | 八都村                       | 昭和29年8月1日 山田町          | 平成18年3月27日 香取市 | 香取市 |
|  | 竹ノ内村         |                  | 八都村          | 八都村                       | 昭和29年8月1日 山田町          | 平成18年3月27日 香取市 | 香取市 |
|  | 小見村           |                  | 八都村          | 八都村                       | 昭和29年8月1日 山田町          | 平成18年3月27日 香取市 | 香取市 |
|  | 川上村           |                  | 八都村          | 八都村                       | 昭和29年8月1日 山田町          | 平成18年3月27日 香取市 | 香取市 |
|  | 米野井村         |                  | 八都村          | 八都村                       | 昭和29年8月1日 山田町          | 平成18年3月27日 香取市 | 香取市 |
|  | 高野村           |                  | 八都村          | 八都村                       | 昭和29年8月1日 山田町          | 平成18年3月27日 香取市 | 香取市 |
|  | 神生村           |                  | 八都村          | 八都村                       | 昭和29年8月1日 山田町          | 平成18年3月27日 香取市 | 香取市 |
|  | 仁良村           |                  | 八都村          | 八都村                       | 昭和29年8月1日 山田町          | 平成18年3月27日 香取市 | 香取市 |
|  | 新里村           | 新里村           | 山倉村          | 山倉村                       | 昭和29年8月1日 山田町          | 平成18年3月27日 香取市 | 香取市 |
|  | 桐谷村           |                  | 山倉村          | 山倉村                       | 昭和29年8月1日 山田町          | 平成18年3月27日 香取市 | 香取市 |
|  | 小川村           |                  | 山倉村          | 山倉村                       | 昭和29年8月1日 山田町          | 平成18年3月27日 香取市 | 香取市 |
|  | 鳩山村           |                  | 山倉村          | 山倉村                       | 昭和29年8月1日 山田町          | 平成18年3月27日 香取市 | 香取市 |
|  | 大角村           |                  | 山倉村          | 山倉村                       | 昭和29年8月1日 山田町          | 平成18年3月27日 香取市 | 香取市 |
|  | 山倉村           |                  | 山倉村          | 山倉村                       | 昭和29年8月1日 山田町          | 平成18年3月27日 香取市 | 香取市 |
|  | 岩部村           | 岩部村           | 栗源村          | 大正13年4月10日 町制         | 栗源町                         | 平成18年3月27日 香取市 | 香取市 |
|  | 助沢村           |                  | 栗源村          | 大正13年4月10日 町制         | 栗源町                         | 平成18年3月27日 香取市 | 香取市 |
|  | 苅毛村           |                  | 栗源村          | 大正13年4月10日 町制         | 栗源町                         | 平成18年3月27日 香取市 | 香取市 |
|  | 高萩村           |                  | 栗源村          | 大正13年4月10日 町制         | 栗源町                         | 平成18年3月27日 香取市 | 香取市 |
|  | 西田部村         |                  | 栗源村          | 大正13年4月10日 町制         | 栗源町                         | 平成18年3月27日 香取市 | 香取市 |
|  | 沢村             |                  | 栗源村          | 大正13年4月10日 町制         | 栗源町                         | 平成18年3月27日 香取市 | 香取市 |
|  | 荒北村           |                  | 栗源村          | 大正13年4月10日 町制         | 栗源町                         | 平成18年3月27日 香取市 | 香取市 |

## 人口
平成27年国勢調査より前回調査からの人口増減をみると、6.48%減の77,499人であり、増減率は千葉県下54市町村中42位、60行政区域中48位。第一回の国勢調査の際には千葉、銚子に次ぐ人口であり千葉県第三の都市だったが、他の地域が台頭し地位が低下した。
| |                                        |  |
| 香取市と全国の年齢別人口分布（2005年） | 香取市の年齢・男女別人口分布（2005年） |  |
| ■紫色 ― 香取市 ■緑色 ― 日本全国 | ■青色 ― 男性 ■赤色 ― 女性              |  |
| 香取市（に相当する地域）の人口の推移 \| 1970年（昭和45年） \| 84,519人 \| \| \| 1975年（昭和50年） \| 89,344人 \| \| \| 1980年（昭和55年） \| 92,048人 \| \| \| 1985年（昭和60年） \| 93,573人 \| \| \| 1990年（平成2年） \| 93,275人 \| \| \| 1995年（平成7年） \| 93,544人 \| \| \| 2000年（平成12年） \| 90,943人 \| \| \| 2005年（平成17年） \| 87,332人 \| \| \| 2010年（平成22年） \| 82,866人 \| \| \| 2015年（平成27年） \| 77,499人 \| \| \| 2020年（令和2年） \| 72,356人 \| \| |                                        |  |
| 総務省統計局 国勢調査より |                                        |  |
| 1970年（昭和45年） | 84,519人                               |  |
| 1975年（昭和50年） | 89,344人                               |  |
| 1980年（昭和55年） | 92,048人                               |  |
| 1985年（昭和60年） | 93,573人                               |  |
| 1990年（平成2年） | 93,275人                               |  |
| 1995年（平成7年） | 93,544人                               |  |
| 2000年（平成12年） | 90,943人                               |  |
| 2005年（平成17年） | 87,332人                               |  |
| 2010年（平成22年） | 82,866人                               |  |
| 2015年（平成27年） | 77,499人                               |  |
| 2020年（令和2年） | 72,356人                               |  |

## 行政

### 市長
- 伊藤友則（2022年4月30日就任、1期目）

### 役所
- 香取市役所（旧佐原市役所）
  - 香取市佐原ロ2127番地
- 小見川支所（旧小見川町役場）
  - 香取市羽根川38
- 山田支所（旧山田町役場）
  - 香取市仁良300-1
- 栗源支所（旧栗源町役場）
  - 香取市岩部700

### 警察・消防
- 香取警察署（旧佐原警察署。香取市、東庄町、神崎町、多古町、旭市の飛地を管轄）
- 香取広域市町村圏事務組合消防本部（香取市、多古町、東庄町を管轄）
  - 佐原消防署
    - 小見川分署
    - 山田分遣所
    - 栗源分遣所
    - 十六島出張所

### 国の機関
- 千葉地方裁判所佐原支部、千葉家庭裁判所佐原支部
- 佐原簡易裁判所
- 千葉地方検察庁佐原支部、佐原区検察庁
- 法務省 千葉地方法務局香取支局
- 国税庁 東京国税局佐原税務署
- 厚生労働省 千葉労働局佐原公共職業安定所（ハローワーク佐原）
- 日本年金機構佐原年金事務所
- 国土交通省 関東地方整備局利根川下流河川事務所 佐原出張所/小見川出張所

### 県の機関
- 千葉県香取合同庁舎
  - 千葉県香取地域振興事務所
  - 千葉県香取県税事務所
  - 千葉県香取健康福祉センター（香取保健所）
  - 千葉県農林総合研究センター病害虫防除課北総分室
  - 千葉県香取農業事務所
  - 千葉県香取土木事務所
  - 千葉県教育庁北総教育事務所香取分室
- 千葉県香取土木事務所小見川出張所
- 千葉県立水郷小見川少年自然の家
- 千葉県立中央博物館 大利根分館

### 立法

#### 市議会
定数:22

#### 県政
- 千葉県議会
  - 選挙区：香取市・香取郡神崎町・香取郡多古町選挙区
  - 定数：2名

#### 国政
- 衆議院
  - 選挙区：全域が千葉県第10区に属する。
- 参議院
  - 選挙区：千葉県選挙区に属する。

## 経済
市全体が低地部と台地部で占められていることから田畑に適しており、農業が基幹産業となっている。新田開発による十六島周辺では米の生産が盛んに行われており、米の出荷量は千葉県第1位である。

### 特産品
- 米（8月お盆過ぎには稲刈りが始まり、早場米の産地）
- サツマイモ（ベニコマチ・ベニアズマ）
- ニラ
- ネギ
- ゴボウ
- 梨（水郷なし）
- ブドウ（千葉県内第1位の生産量）
- カサブランカ（ユリ）
- 日本酒（東薫/東薫酒造・雪山/馬場本店・大姫/飯田本家）
- 醤油（イリダイ醤油/ちば醤油）

### 農業
- かとり農業協同組合
- 農林統計（千葉県内市町村別・関東農政局平成18年産作物統計、平成18年2月畜産統計より）

|       | 全耕地面積(ha) | 田耕地(ha)   | 畑耕地(ha)   | 水陸稲収穫量(t) | 甘藷作付面積(ha) | 甘藷収穫量(t) | 豚飼養頭数（頭） |
| ----- | -------------- | ------------ | ------------ | --------------- | ---------------- | ------------- | ---------------- |
| 県1位 | 11700（香取）  | 7950（香取） | 3750（香取） | 36600（香取）   | 1690（香取）     | 43100（香取） | 176700（旭）     |
| 県2位 | 6780（成田）   | 3940（旭）   | 3550（八街） | 18700（旭）     | 1300（成田）     | 32100（成田） | 104350（香取）   |

- 農業算出額（千葉県内市町村別・関東農政局千葉農政事務所平成18年農業産出額より）

| （千万円） | 農業産出額   | 米          | いも類      | 野菜         | 牛（肉用、乳用の計） | 豚          | 鶏          |
| ---------- | ------------ | ----------- | ----------- | ------------ | -------------------- | ----------- | ----------- |
| 県1位      | 4183（旭）   | 823（香取） | 665（香取） | 1772（旭）   | 376（南房総）        | 1090（旭）  | 384（旭）   |
| 県2位      | 3213（香取） | 418（旭）   | 485（成田） | 1543（銚子） | 197（袖ヶ浦）        | 651（香取） | 356（銚子） |
| 県3位以下  |              |             |             | 550（香取）  | 144（香取）          |             | 236（香取） |

### 商業

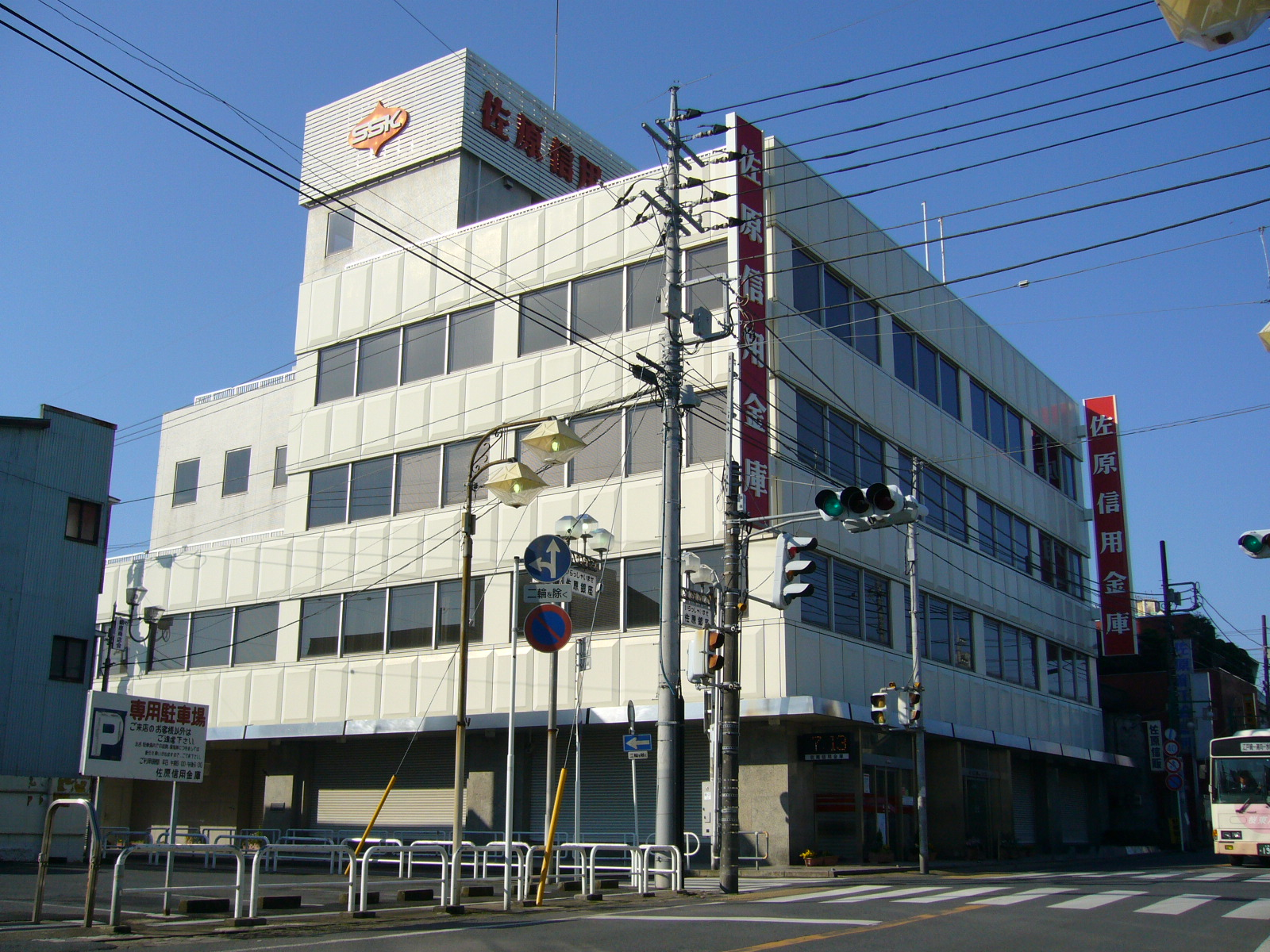
佐原信用金庫本店

高度経済成長期、佐原市街には百貨店の清見屋の他、東日本の地方都市に百貨店を展開していた十字屋が進出したが、2店舗とも閉店した。幹線道路沿いには道の駅・川の駅水の郷さわらや道の駅くりもと 紅小町の郷など道の駅が開駅され、農産物直売所や食堂など地産地消に力を入れている。
小野川周辺に広がる「小江戸」とも称される古い街並みを観光資源として活かすべく、様々な取組みがなされている。
佐原駅北側の国道沿いにはショッピングセンターであるサワラシティのほか、専門店や量販店などの郊外型ロードサイド店舗が立地する。小見川地区には小見川アピオとベイシアフードセンターがある。

#### 本社・本店を置く企業
- クラフトアップル
- 佐原自動車教習所
- 佐原信用金庫
- 椎名急送
- 和郷園

## 地域

### 施設

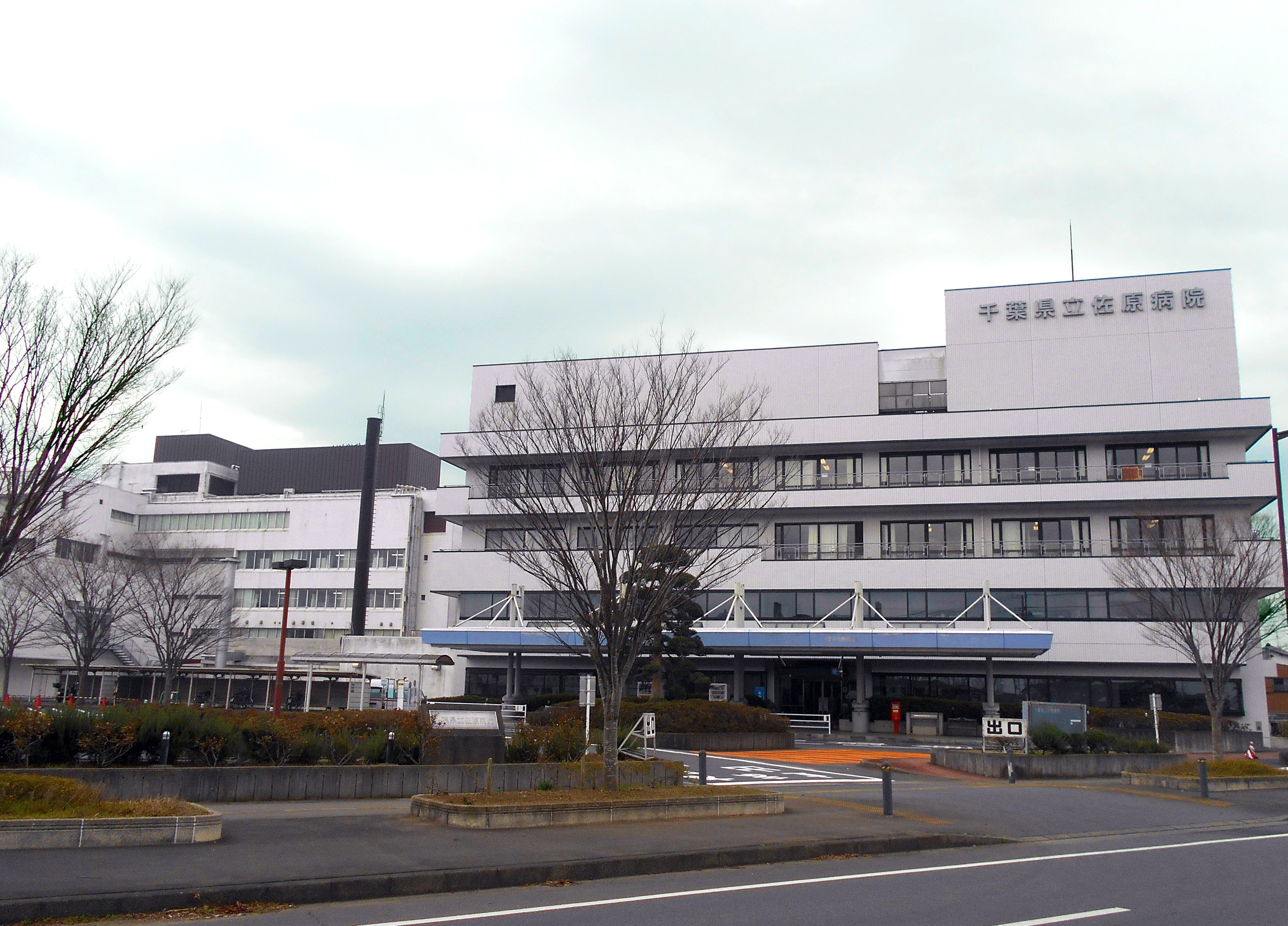
千葉県立佐原病院（災害拠点病院）
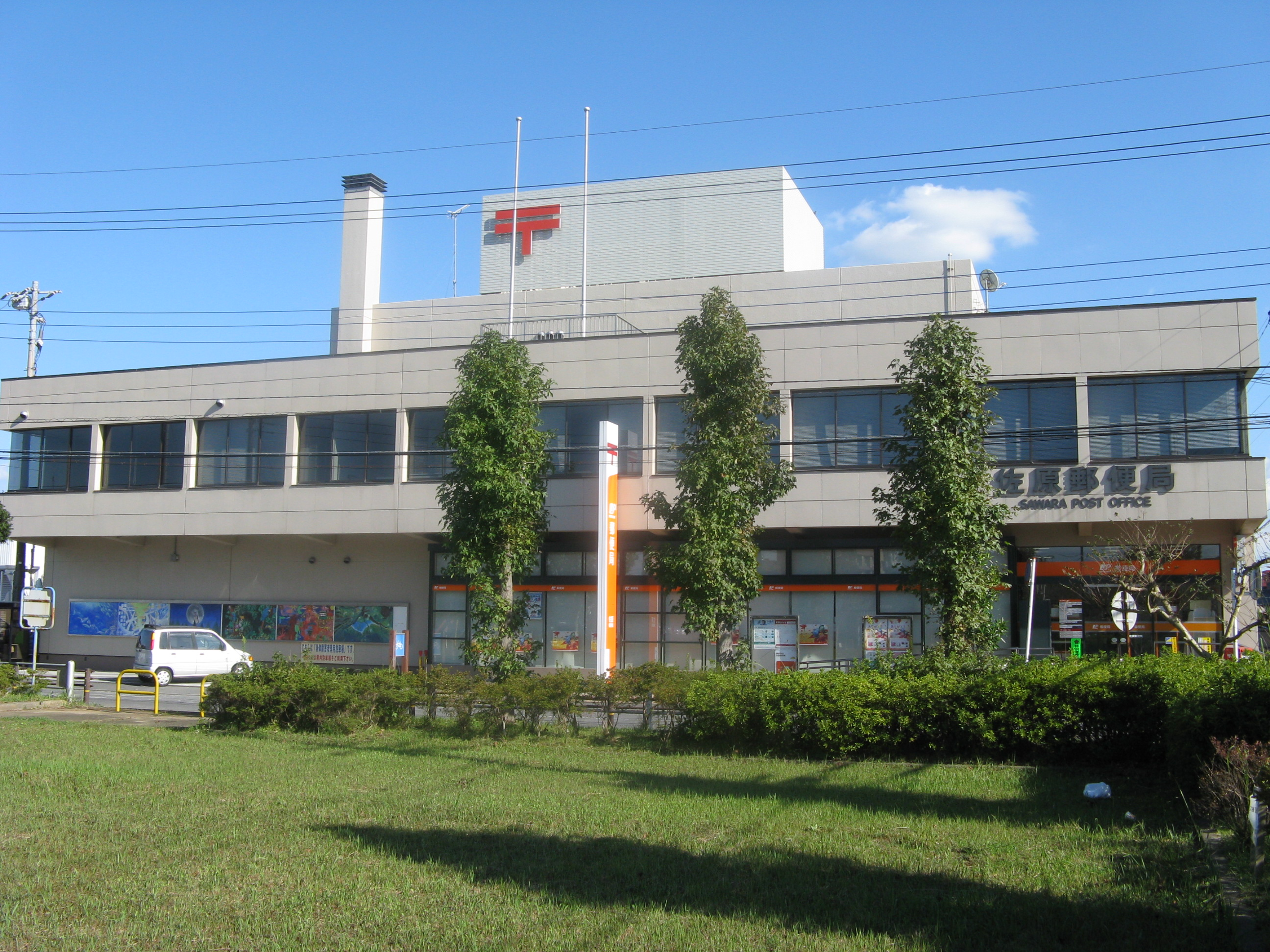
佐原郵便局
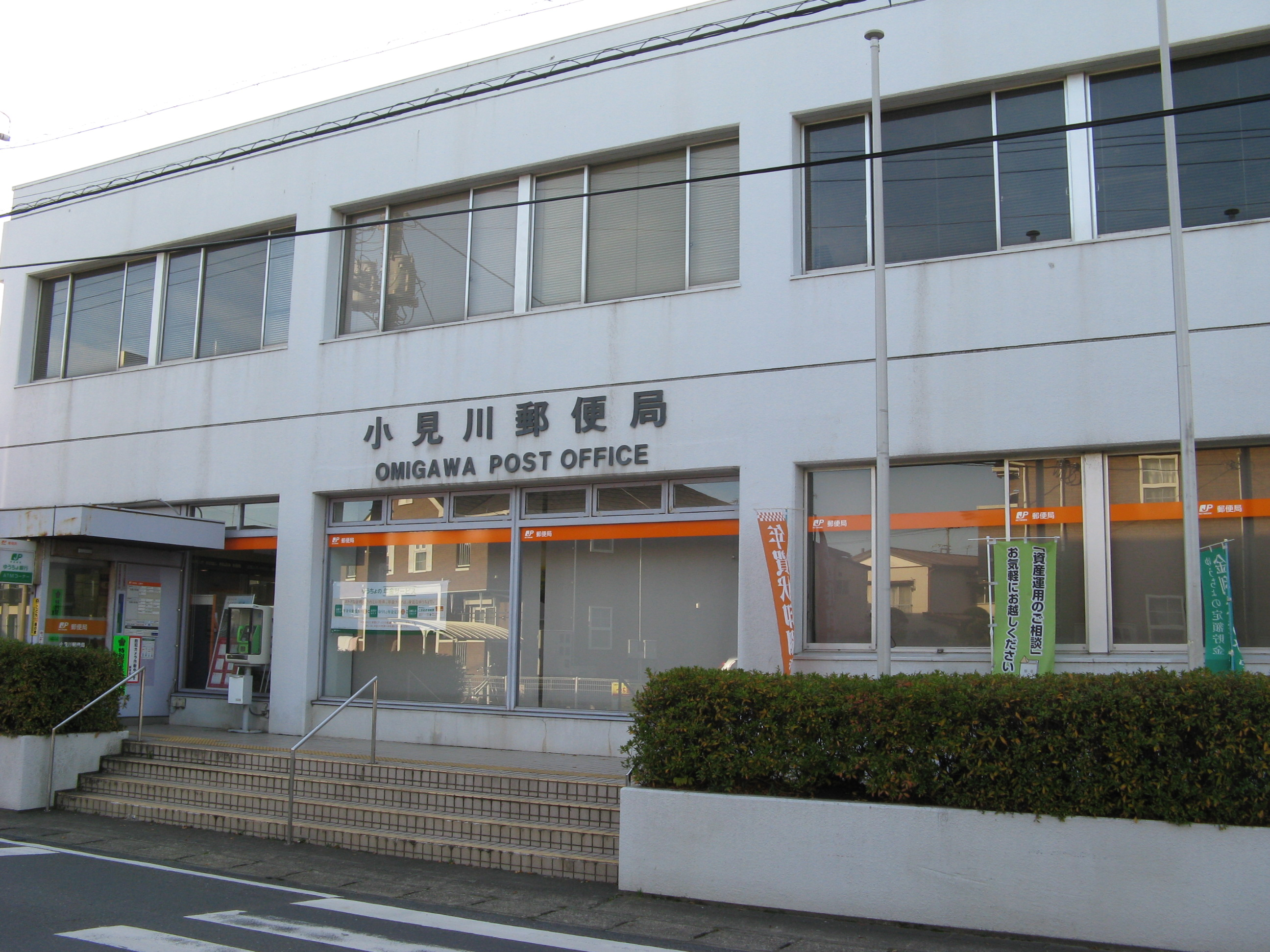
小見川郵便局
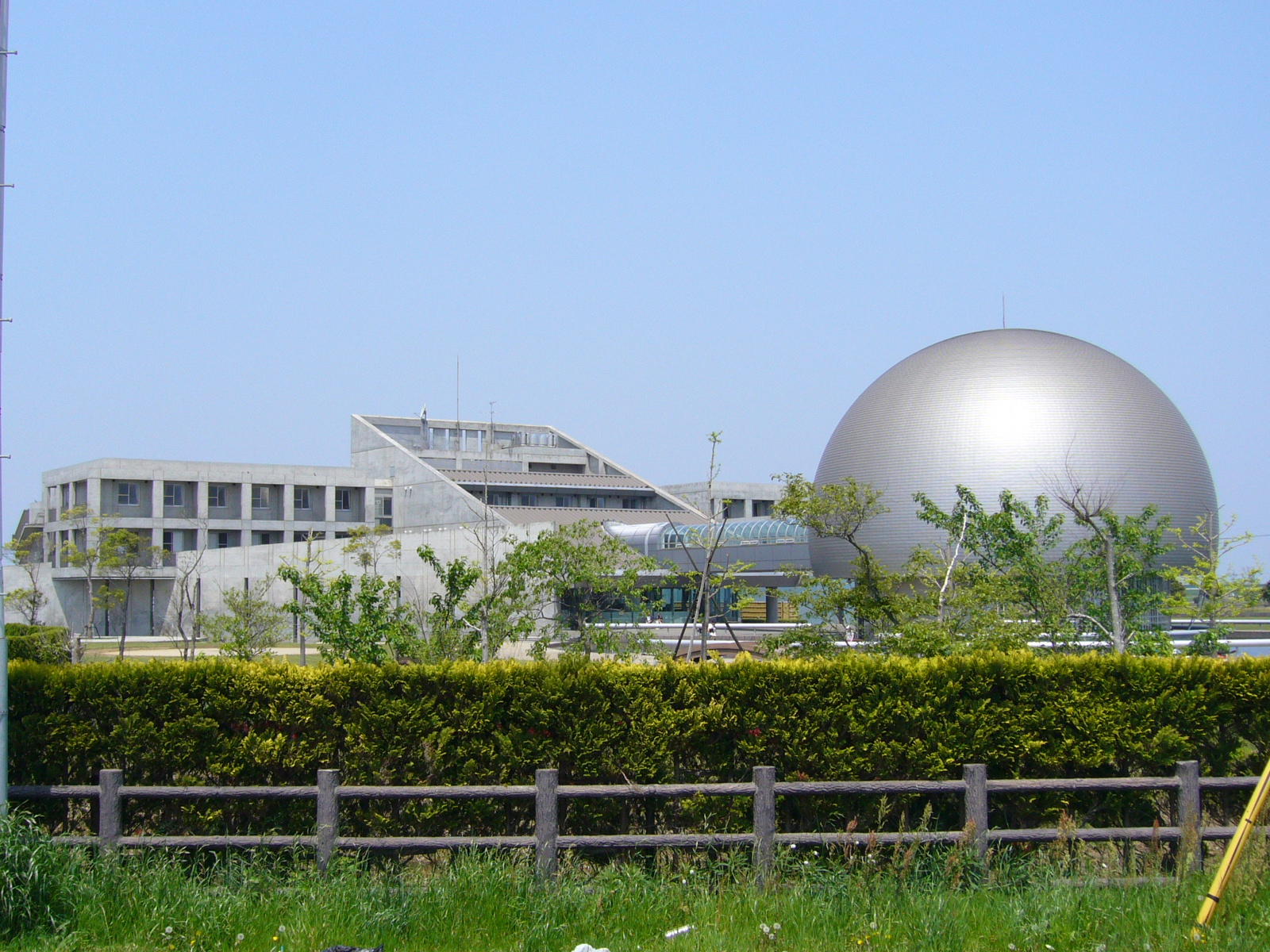
水郷小見川少年自然の家

- 千葉県立佐原病院（災害拠点病院）
- 佐原郵便局
- 小見川郵便局
- 水郷小見川少年自然の家

### 教育

#### 高等学校
公立
- 千葉県立佐原高等学校
- 千葉県立佐原白楊高等学校
- 千葉県立小見川高等学校

私立
- 千葉萌陽高等学校

#### 中学校
- 香取市立佐原中学校
- 香取市立香取中学校
- 香取市立佐原第五中学校
- 香取市立新島中学校
- 香取市立小見川中学校
- 香取市立山田中学校
- 香取市立栗源中学校

#### 小学校
- 香取市立佐原小学校
- 香取市立北佐原小学校
- 香取市立東大戸小学校
- 香取市立竟成小学校
- 香取市立わらびが丘小学校
- 香取市立香取小学校
- 香取市立瑞穂小学校
- 香取市立新島小学校

- 香取市立水の郷小学校
- 香取市立小見川中央小学校
- 香取市立小見川東小学校
- 香取市立小見川西小学校
- 香取市立小見川北小学校
- 香取市立山田小学校
- 香取市立栗源小学校

#### 幼稚園
市立
- 佐原幼稚園
- 香取市立津宮幼稚園
- 香取市立伊地山幼稚園
- 香取市立小見川幼稚園

私立
- 佐原みどり幼稚園
- 白百合幼稚園

## 交通

### 鉄道路線
東日本旅客鉄道（JR東日本）
■成田線
大戸駅 - 佐原駅 - 香取駅 - 水郷駅 - 小見川駅
■鹿島線
佐原駅 - 香取駅 - 十二橋駅

### バス路線

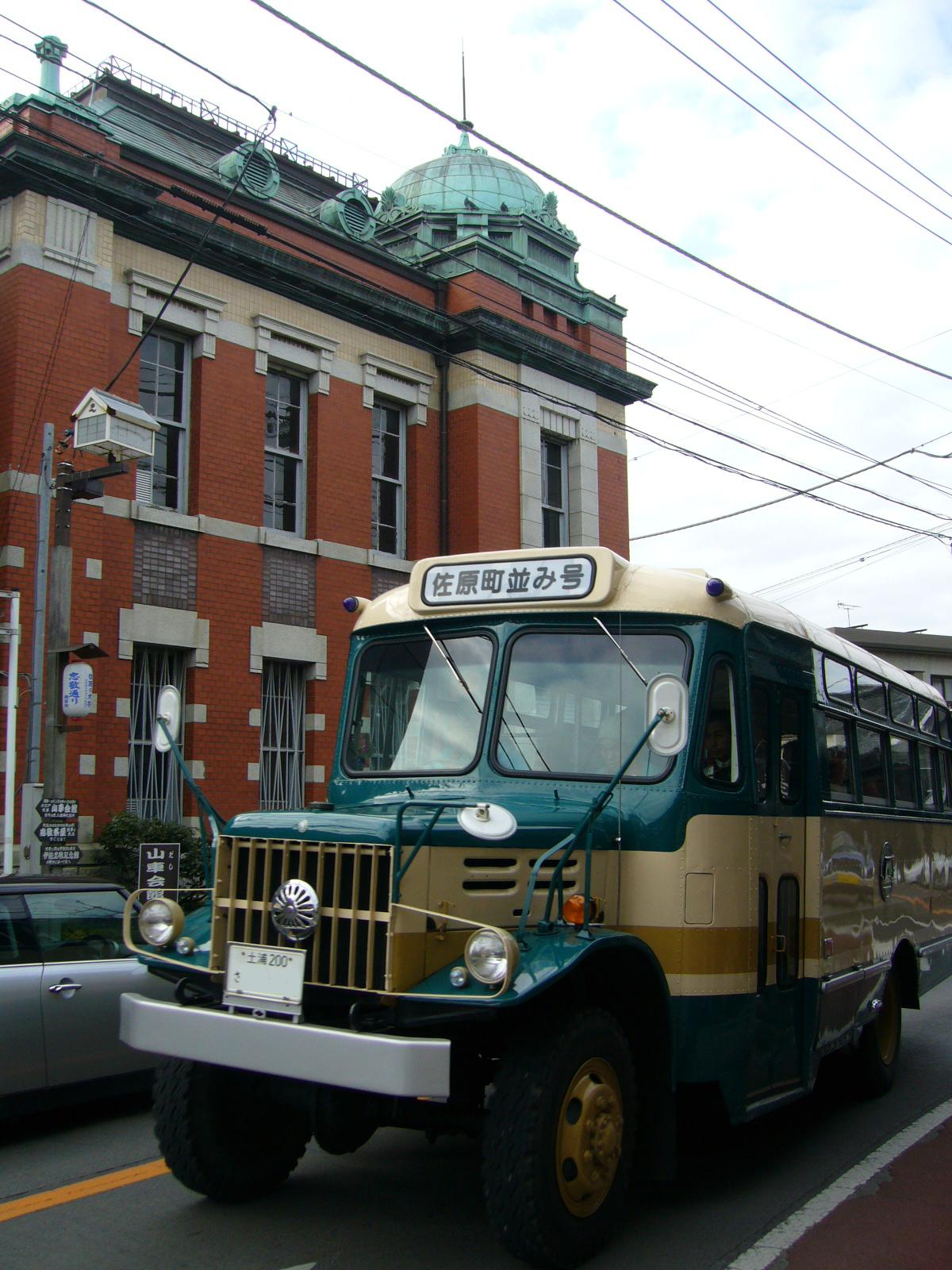
佐原三菱館と佐原町並み号ボンネットバス

香取市内で運行されているバス路線は、東京駅や関西方面を結ぶ高速バスと、隣市から香取市内を結ぶ一般路線バス、香取市内の要所を循環する市内循環バスが運行されている。

#### 高速バス
香取市内を発着する高速バス路線は、バスターミナル東京八重洲～銚子駅発着の「犬吠号」と「利根ライナー号」、東京駅～鉾田駅発着の「あそう号」がそれぞれ運行されており、「利根ライナー号（佐原ルート）」は、佐原駅北口～銚子駅間の各停留所、「あそう号」は、佐原駅～鉾田駅間の一部停留所でそれぞれ途中乗降可能となっている。
- バスターミナル東京八重洲 ⇔ 大栄・山田・栗源・旭・飯岡 経由 銚子駅・犬吠埼
  - 犬吠号（旭ルート）（京成バス千葉イースト、京成バス）
- バスターミナル東京八重洲 ⇔
酒々井・佐原香取IC・高速小見川工業団地・小見川 東庄・経由 銚子駅・陣屋町
  - 利根ライナー号（小見川ルート）（京成バス千葉イースト）
- バスターミナル東京八重洲 ⇔
酒々井・神崎・佐原駅北口・高速香取市役所前・小見川駅 ・東庄経由 銚子駅
  - 利根ライナー号（佐原ルート）（京成バス千葉イースト）
- 東京駅JRバスターミナル ⇔ 香取神宮・佐原病院・佐原駅・水郷佐原・麻生・新鉾田駅 経由 鉾田駅
  - あそう号（関東鉄道）

#### 路線バス
- 京成バス千葉イースト
  - 栗源～成田空港線（農園リゾート ザファーム～成田空港第2ターミナル）
  - 吉岡線（佐原粉名口車庫～国道51号～京成成田駅）
  - 府馬線（小見川駅～府馬～旭中央病院）
- JRバス関東
  - 栗源線（佐原駅～多古台バスターミナル）
- 桜東バス
  - 佐原線（佐原駅～江戸崎）
- 香取市内循環バス

### 道路
国土開発幹線自動車道
- 東関東自動車道
  - 佐原香取インターチェンジ - 佐原パーキングエリア

一般国道
- 国道51号（佐原街道）
  - 北方面 - 潮来・鹿嶋・鉾田・大洗・水戸
  - 南方面 - 成田・佐倉・四街道・千葉
- 国道356号（利根水郷ライン）
  - 東方面 - 銚子
  - 西方面 - 我孫子
- 国道125号（市内より稲敷市北田交差点までは、国道51号と重複）
  - 　西方面 - 稲敷・美浦・土浦・つくば
- 国道355号（市内より潮来市永山交差点までは、国道51号と重複）
  - 　西方面 - 潮来・行方・小美玉・石岡・笠間

主要地方道
- 千葉県道2号水戸鉾田佐原線
- 千葉県道11号取手東線
- 千葉県道16号佐原八日市場線
- 千葉県道28号旭小見川線
- 千葉県道36号佐原停車場線
- 千葉県道44号成田小見川鹿島港線
- 千葉県道55号佐原山田線
- 千葉県道56号佐原椿海線
- 千葉県道70号大栄栗源干潟線（東総有料道路）

都道府県道
- 千葉県道101号潮来佐原線
- 千葉県道113号佐原多古線
- 千葉県道114号八日市場山田線
- 千葉県道120号多古栗源線
- 千葉県道125号山田栗源線
- 千葉県道149号八日市場府馬線
- 千葉県道208号大戸停車場線
- 千葉県道253号香取津之宮線
- 千葉県道259号小見川停車場線
- 千葉県道265号小見川海上線

自転車道
- 千葉県道404号銚子小見川佐原自転車道線（大利根サイクリングロード）

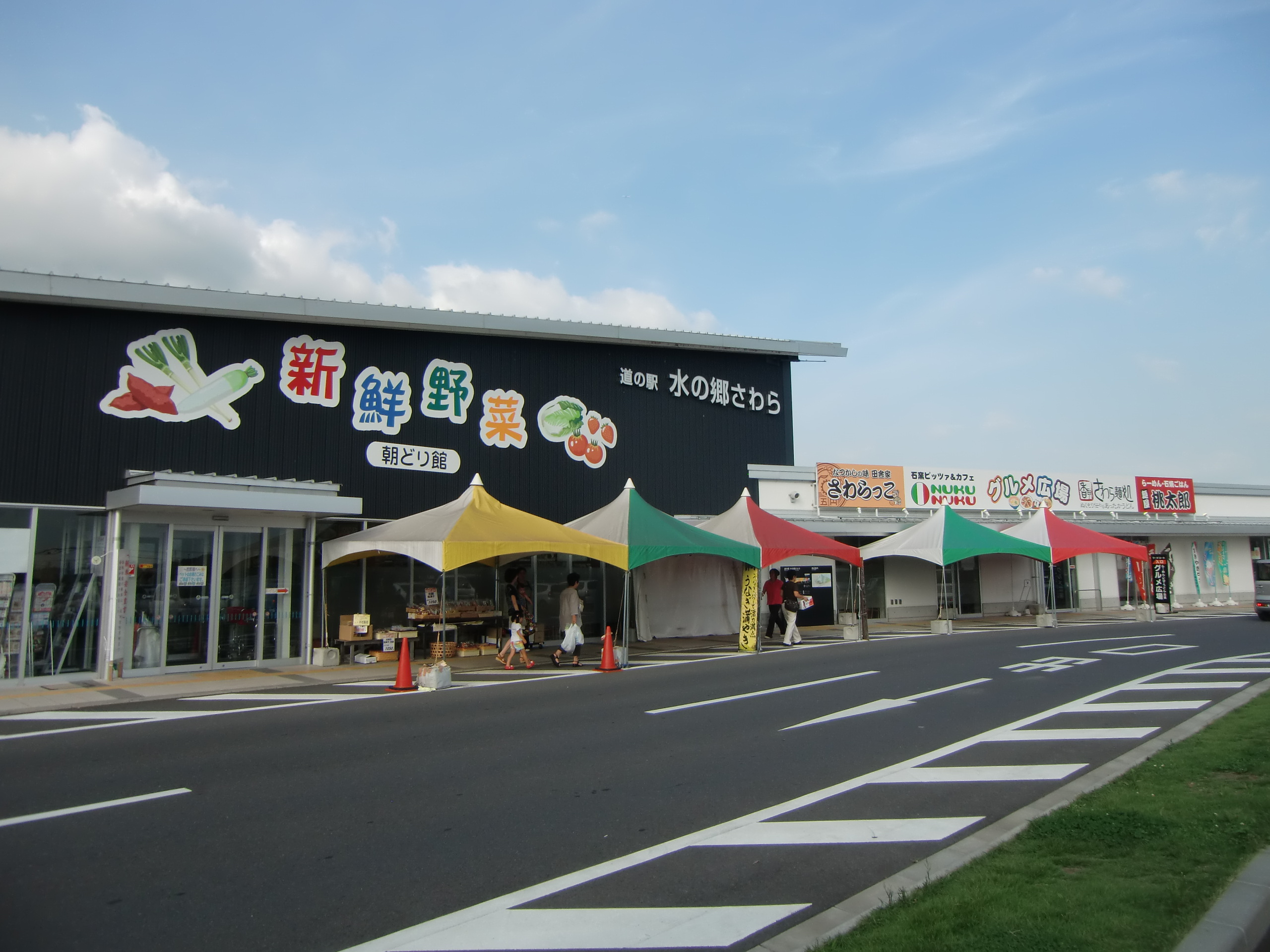
道の駅・川の駅水の郷さわら
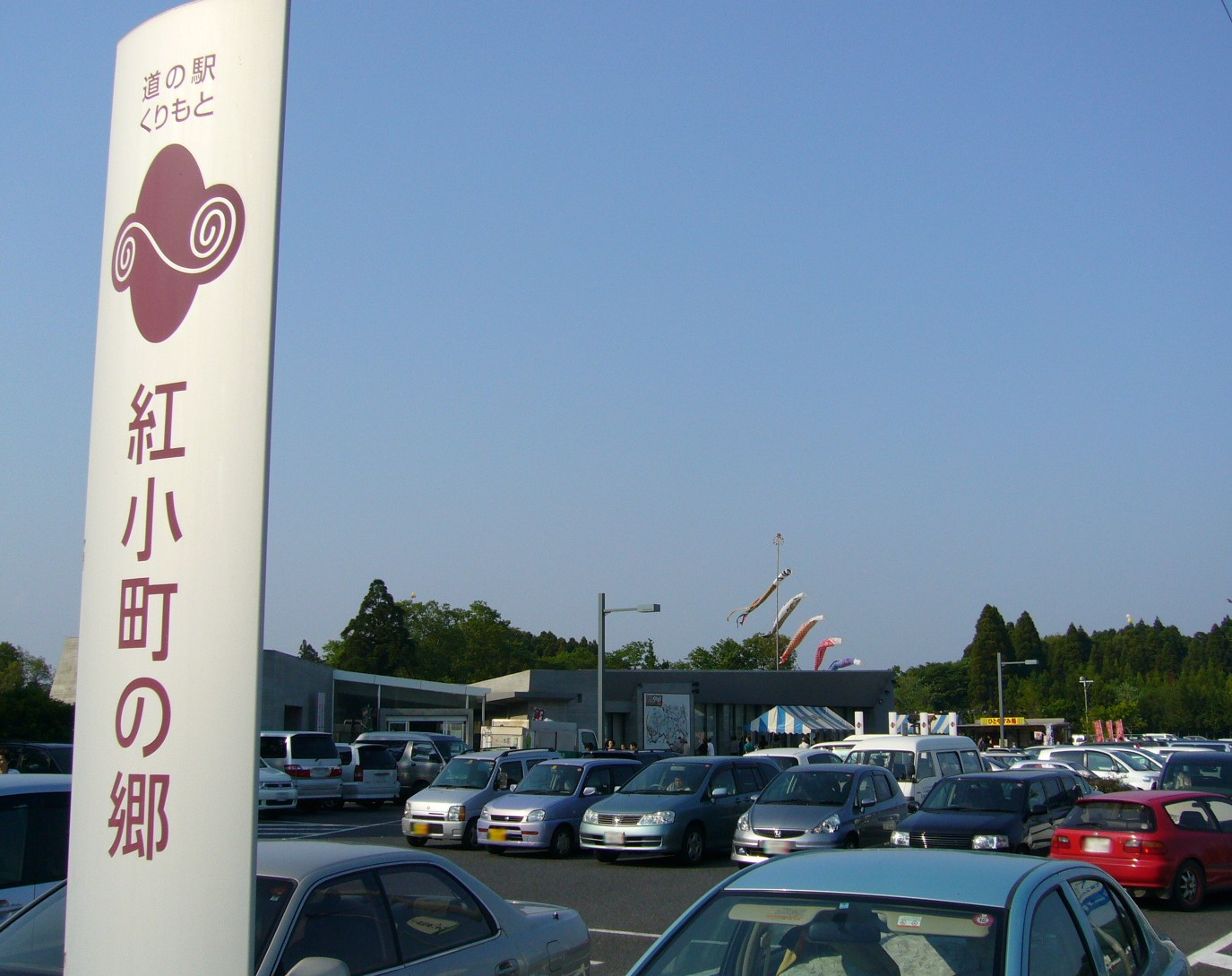
道の駅くりもと（紅小町の郷）

- 千葉県道409号佐原我孫子自転車道線

橋梁
- 水郷大橋（国道51号）
- 利根川橋梁 (鹿島線)
- 利根川橋（東関東自動車道）
- 小見川大橋（千葉県道44号）

道の駅
- 道の駅・川の駅水の郷さわら
- 道の駅くりもと（紅小町の郷）

- 道の駅・川の駅水の郷さわら
- 道の駅くりもと（紅小町の郷）

### 船舶
かつては富田渡船（富田 - 富田新田）が利根川を渡船していた。河川や観光施設などでは水郷特有の観光船が運行している。
小野川
- ぶれきめら（小野川観光舟事業）

川の駅
道の駅・川の駅水の郷さわらでは、利根川に面した「川の駅」が整備されている。
- 利根川観光船のりば
  - 利根川の桟橋と小野川の伊能忠敬旧宅前を結ぶコースと、利根川を周遊するコースが設定されている。
- 河川マリーナ
  - プレジャーボートやカヌーなどマイボートの揚げ降ろしができる。

十二橋
- 水郷十二橋巡り（加藤洲十二橋めぐり）[12]

水郷佐原あやめパーク
- 園内舟巡り（サッパ舟と呼ばれる小舟）

## 名所・旧跡・観光スポット・祭事・催事

### 名所・旧跡
- 日本遺産「北総四都市江戸紀行」
  - 佐原の町並み - 小野川沿いの商家の町並み・国の重要伝統的建造物群保存地区
    - 伊能忠敬旧宅 - 国の史跡、伊能忠敬の佐原在住時代の家
    - 伊能忠敬記念館 - 国宝である伊能忠敬関係資料が保管されている
    - 樋橋 - 日本の音風景100選、小野川に架かる橋
    - 忠敬橋 - 香取街道の橋
    - 八坂神社 - 佐原の大祭・祇園祭で知られる
    - 水郷佐原山車会館 - 佐原の大祭に出される山車の実物を展示
    - 千葉県指定文化財
      - 佐原三菱館 - 旧三菱銀行佐原支店本館
      - 正文堂書店店舗
      - 小堀屋本店店舗
      - 福新呉服店
      - 中村屋乾物店
      - 正上醤油店
      - 旧油惣商店
      - 中村屋商店

  - 香取神宮 - 旧官幣大社・下総国一ノ宮、『延喜式』神名帳では、「神宮」と記されたのは大神宮（伊勢神宮内宮）・鹿島神宮・香取神宮の3社のみであった[13][注 2]
    - 津宮鳥居河岸 - 香取神宮の一の鳥居が利根川に面して立つ河岸
    - 要石 - 地震を鎮めているとされる、大部分が地中に埋まった霊石

| - 大戸神社 - 木内大神 - 諏訪神社 - 側高神社 - 多田朝日森稲荷神社 - 関東三大稲荷神社の一つ - 山倉大神 - 鮭まつりが行われる - 小見川善光寺 - 初代松本幸四郎の墓所 - 観福寺 - 牧野・厄除けにご利益 - 観福寺 - 山倉・旧山倉大神の別当寺 | - 実相寺 - 浄国寺（能崎事件） - 常照寺 - 善雄寺 - 来迎寺 - 樹林寺 - 森山城跡 - 三ノ分目大塚山古墳 - 良文貝塚 |

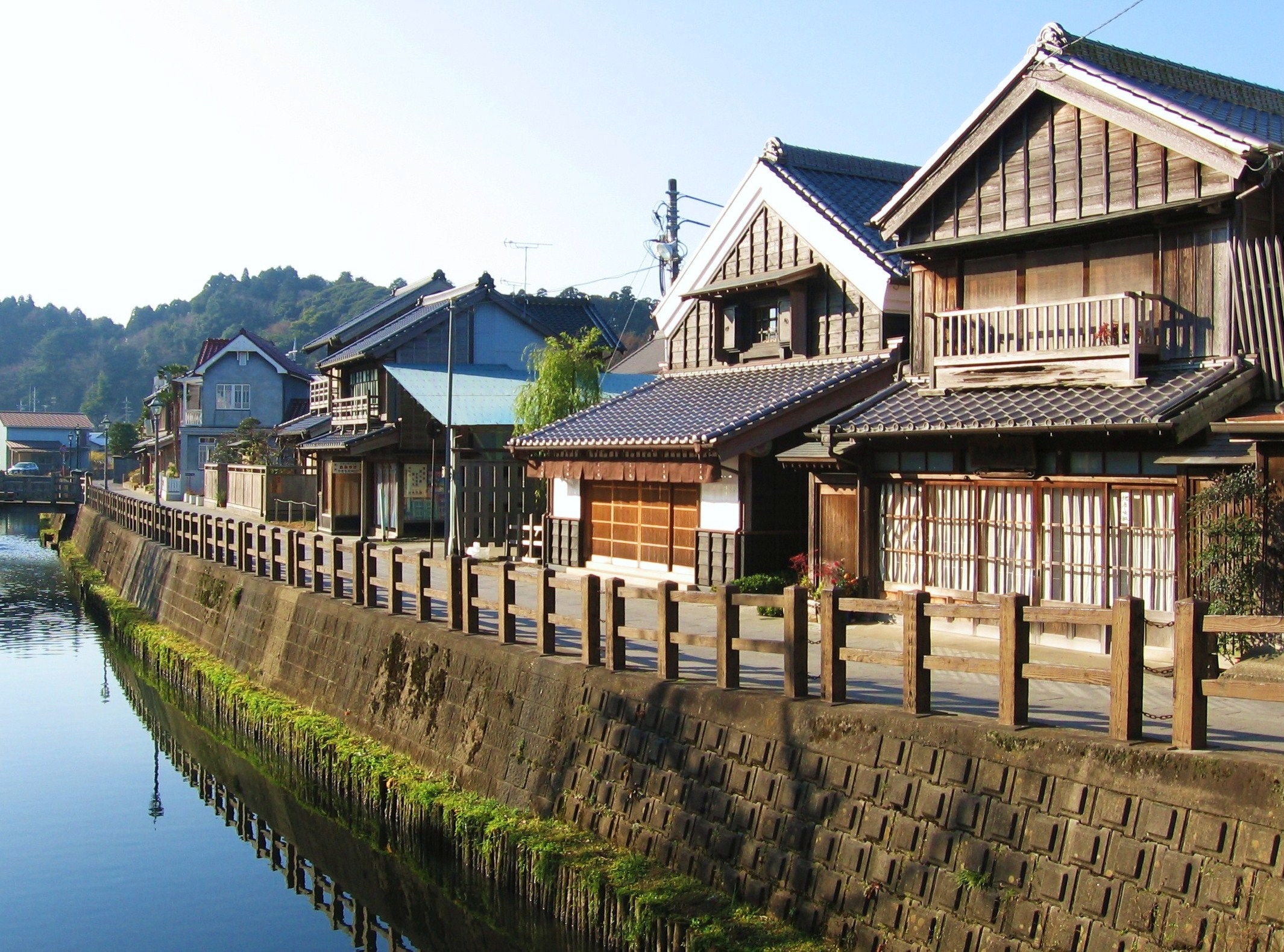
佐原の町並み（小野川沿い）
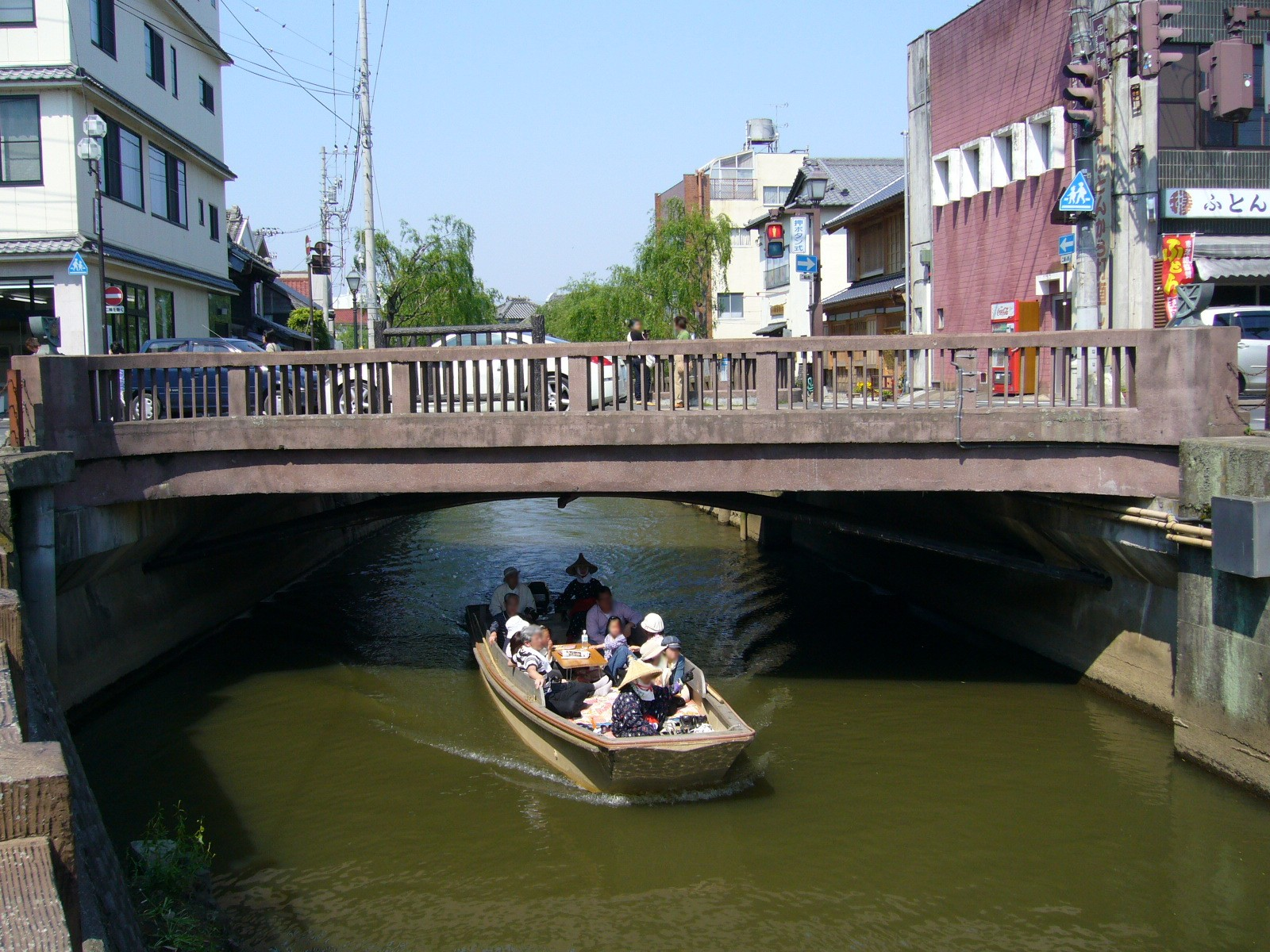
忠敬橋（ちゅうけいばし）
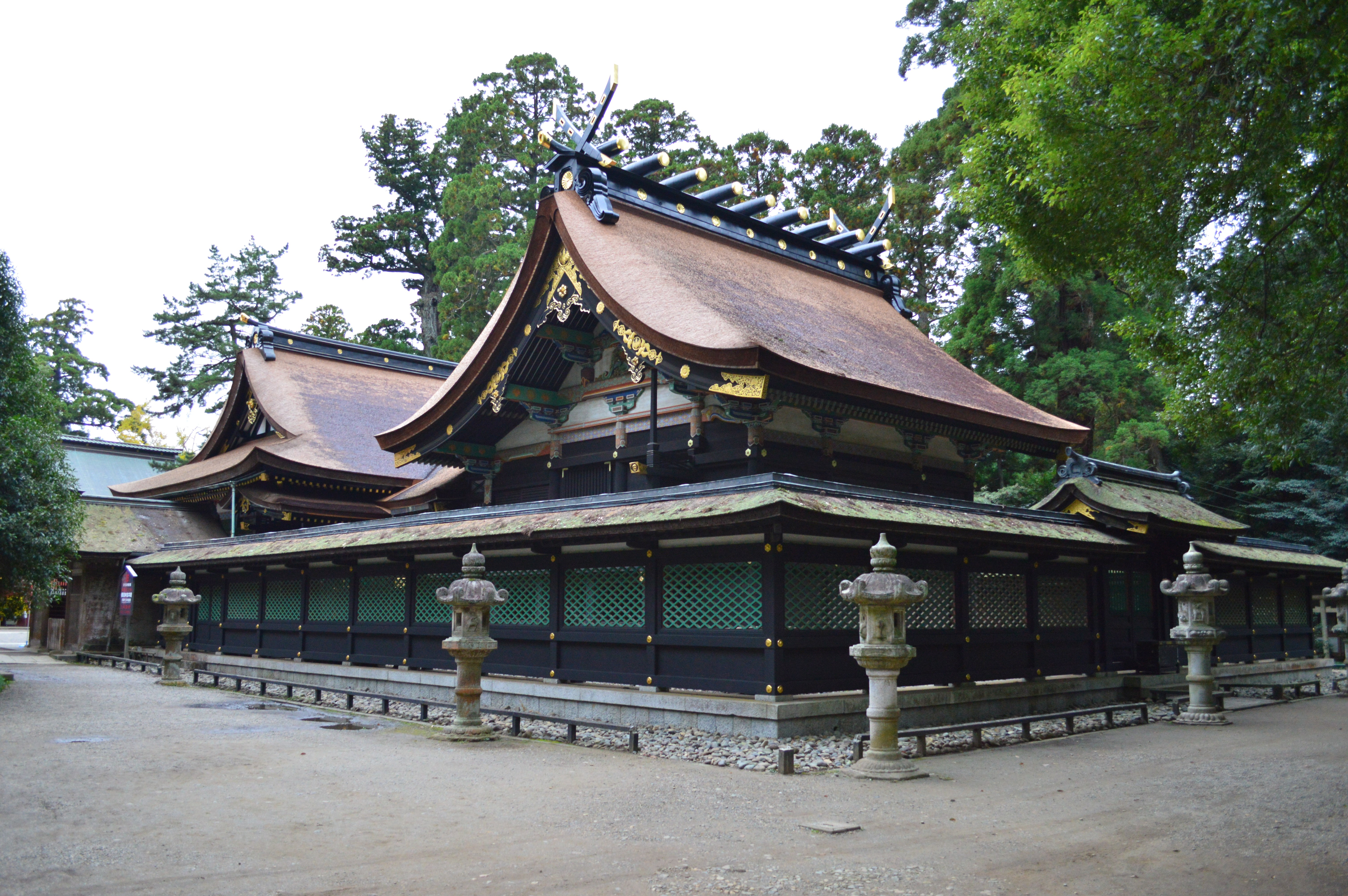
香取神宮（本殿）
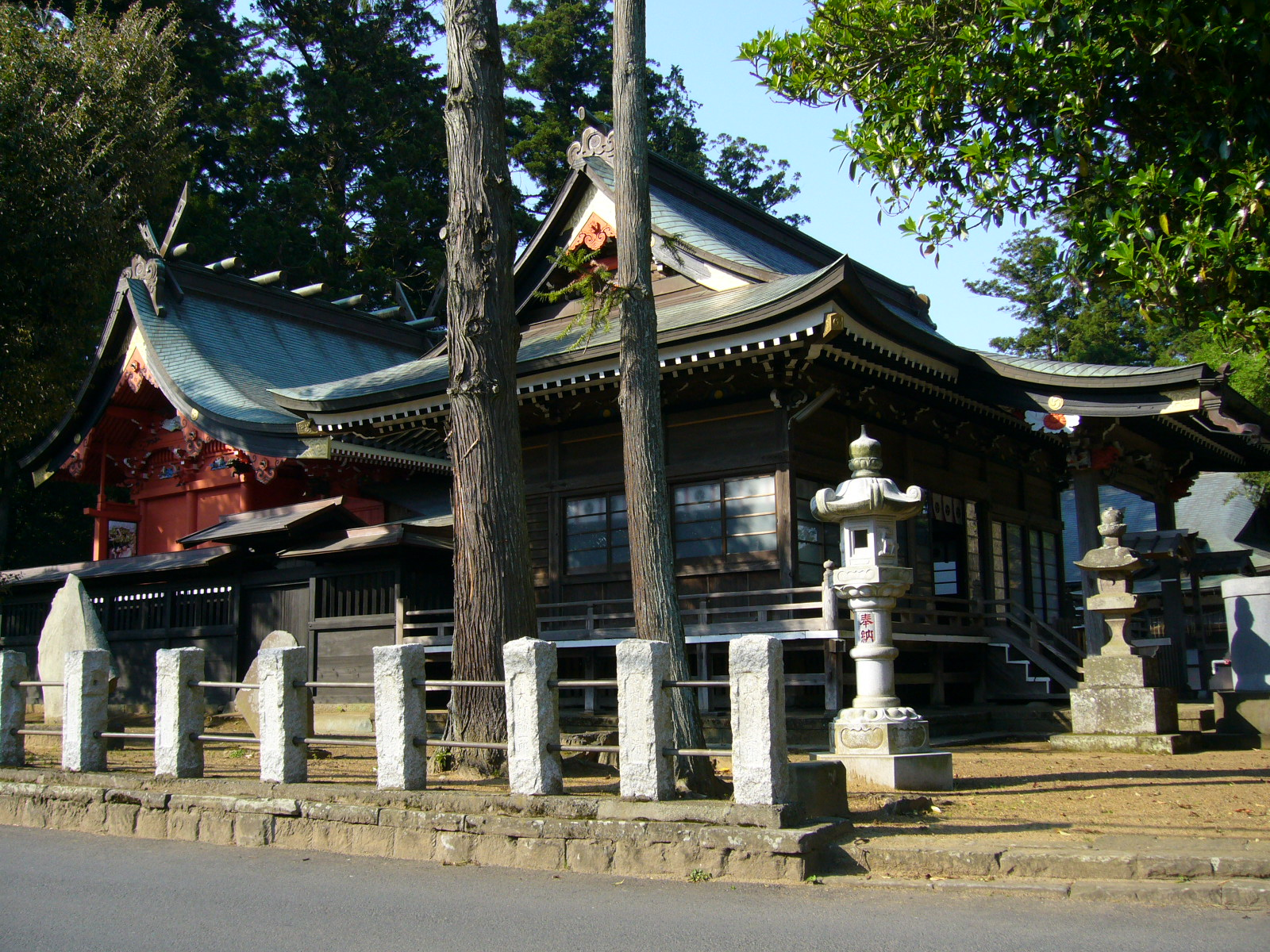
大戸神社
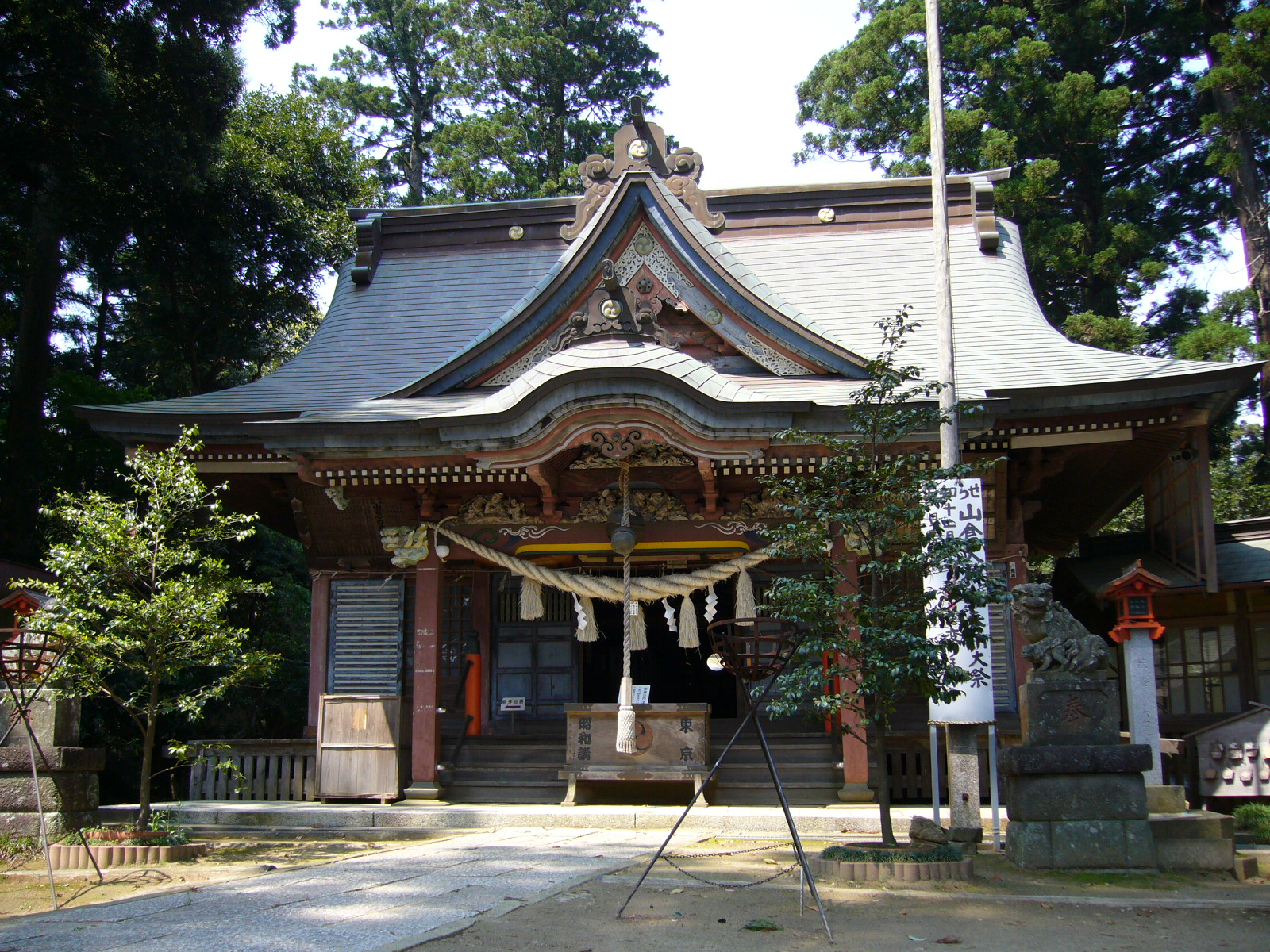
山倉大神
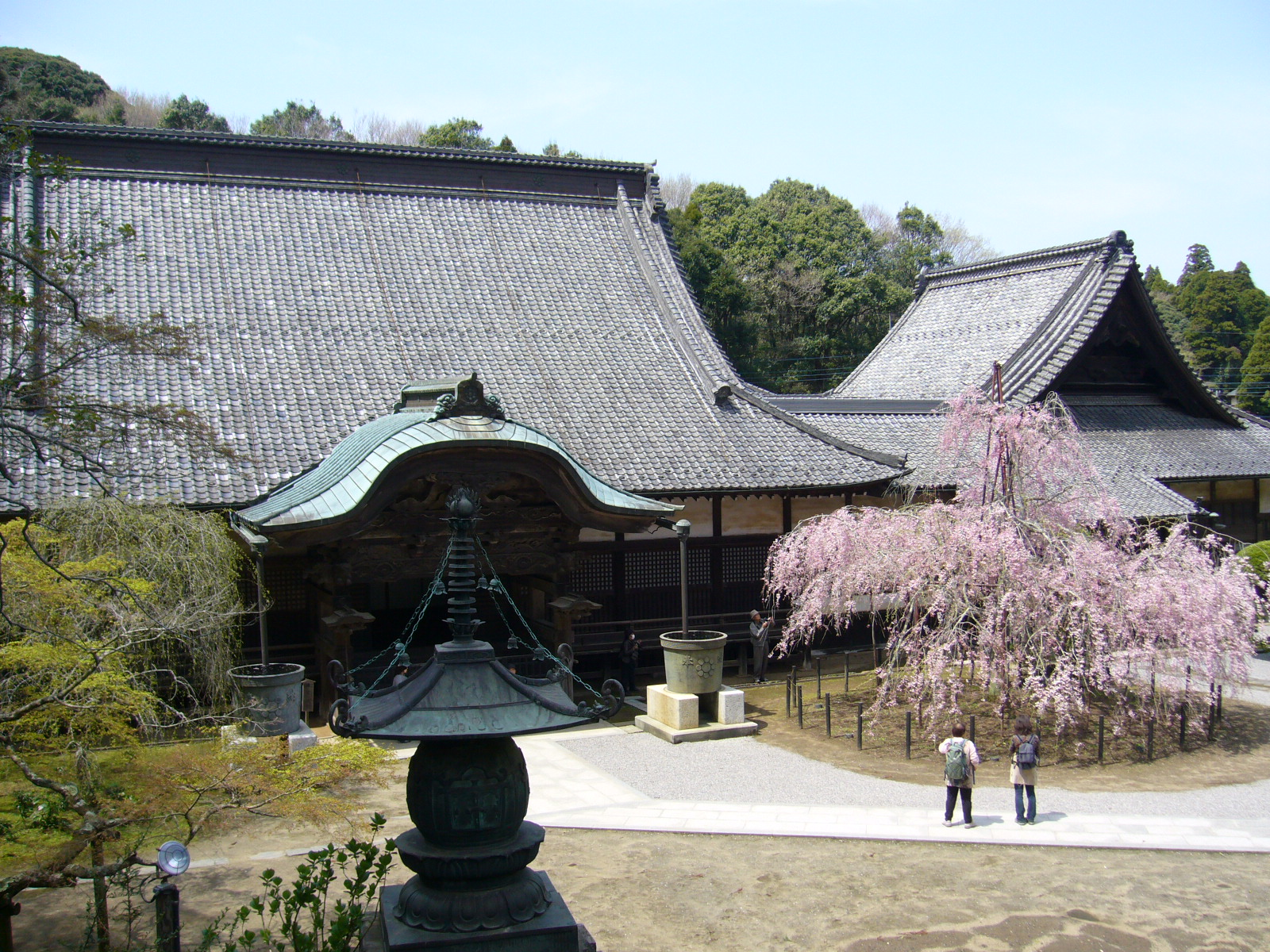
観福寺

### 観光スポット
- 水郷筑波国定公園 - 水郷と呼ばれる景観が見られることから昭和34年に指定
  - 水郷佐原あやめパーク - ハナショウブやハス、フジなどが咲く
  - 十二橋 - 水郷風情あふれるたたずまい、水郷十二橋巡り
  - 横利根閘門ふれあい公園 - 日本の歴史公園100選、レンガ造の近代化遺産として国の重要文化財である横利根閘門の視点場
- 小見川城山公園 - サクラの名所
- 栗山川ふれあいの里公園 - 栗山川沿いの憩いの場
- 橘ふれあい公園 - キャンプもできる憩いの場
- THE FARM - 農園リゾート・グランピング施設

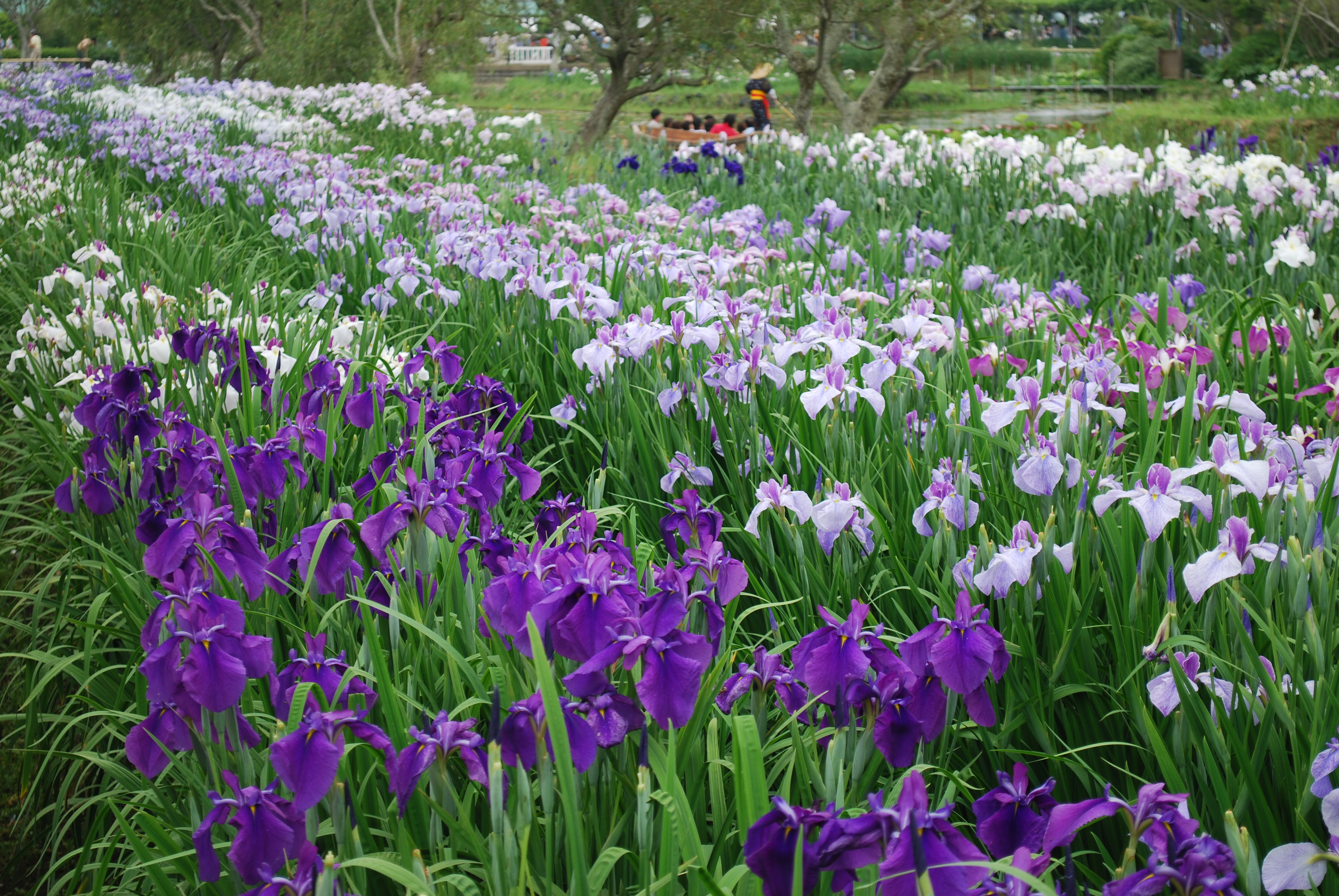
水郷佐原あやめパーク
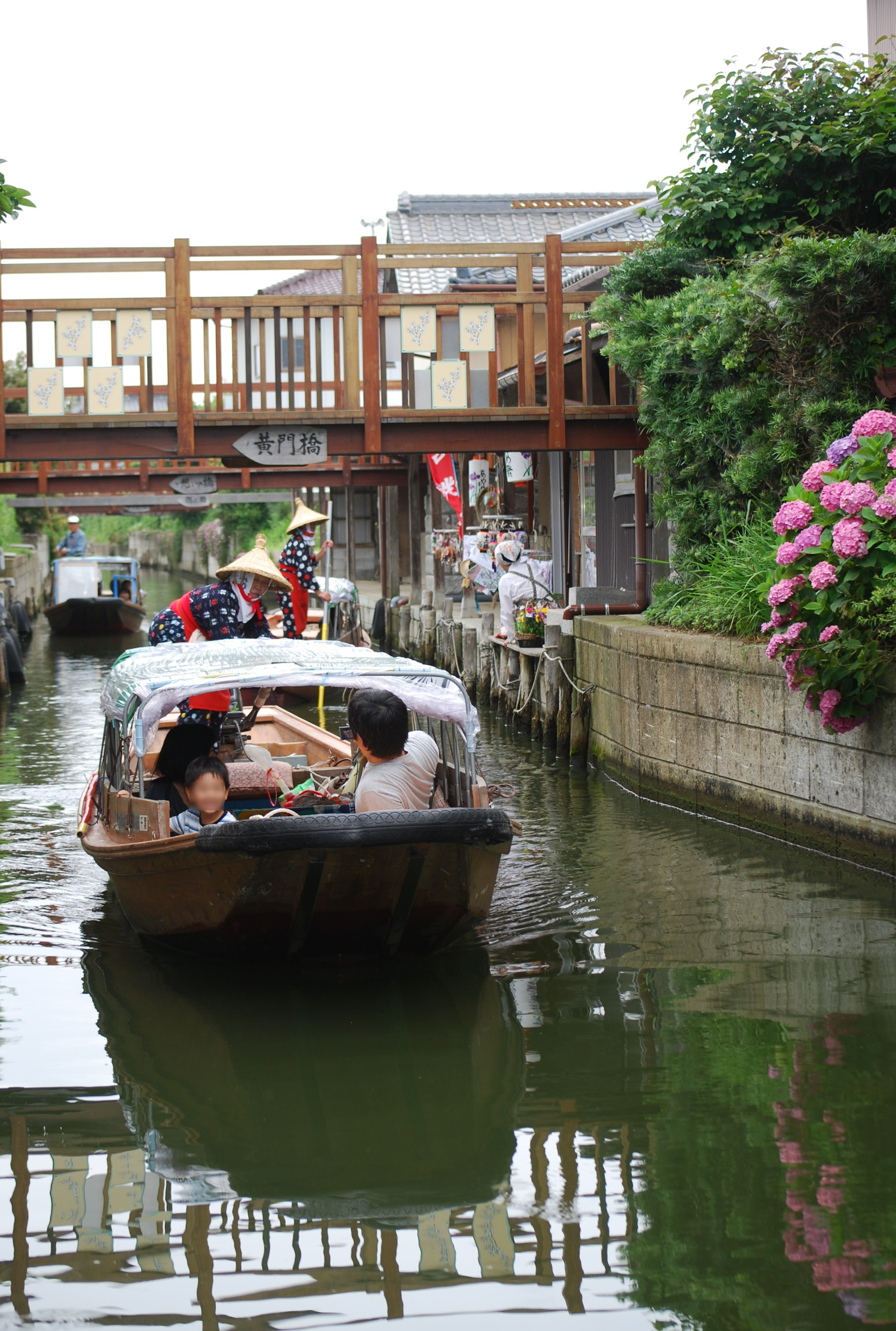
水郷十二橋巡り
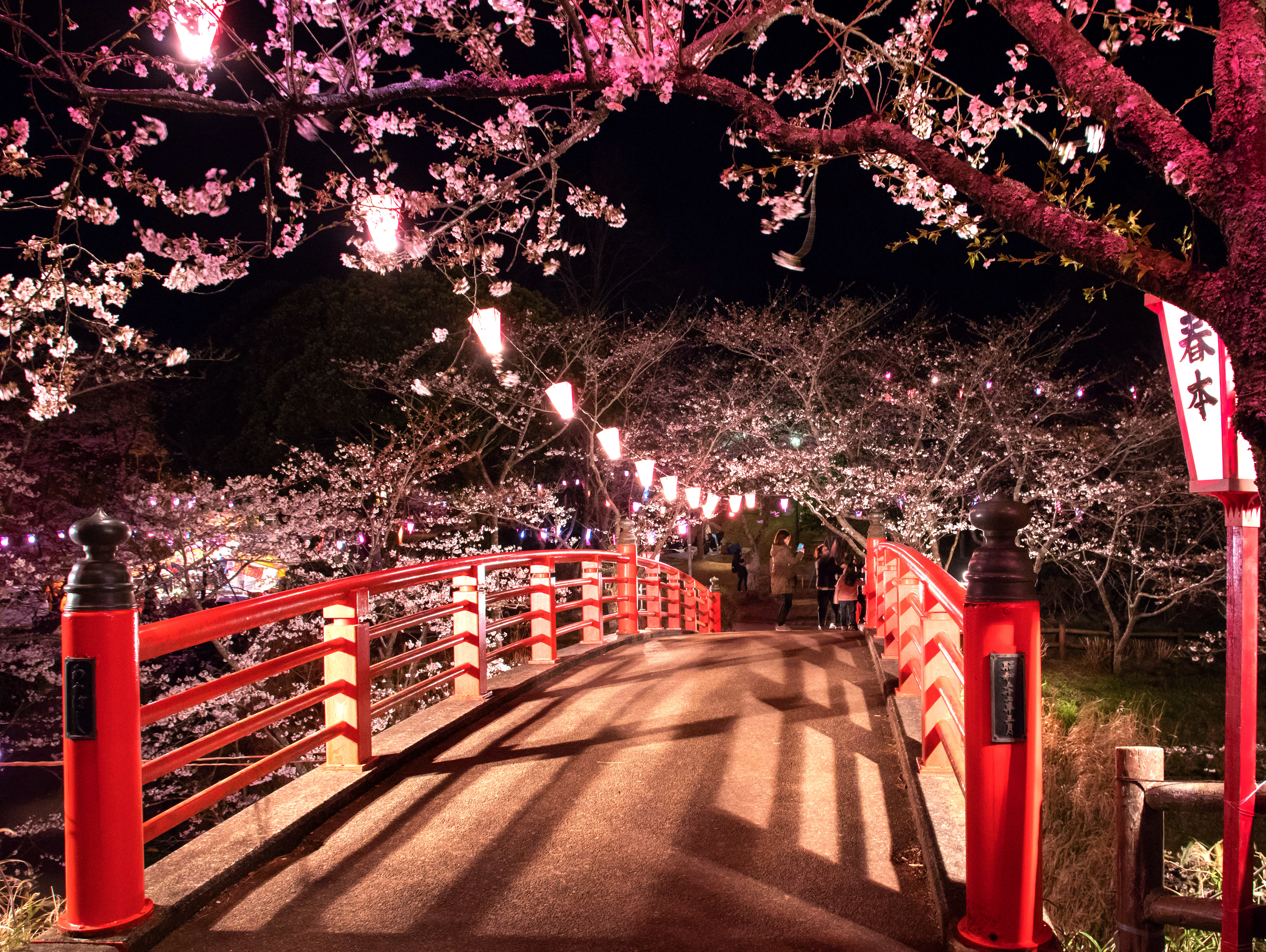
小見川城山公園（夜桜）
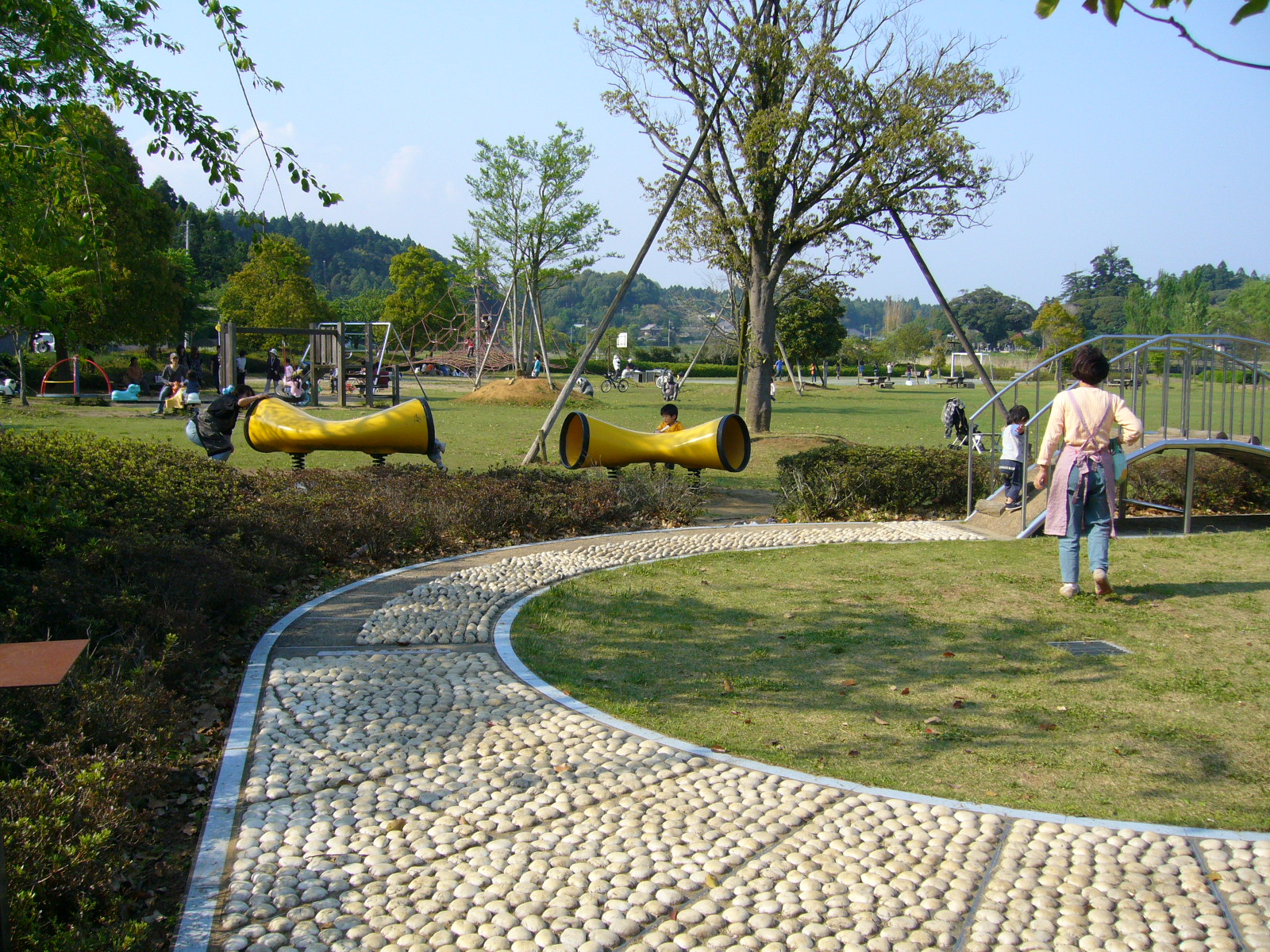
栗山川ふれあいの里公園
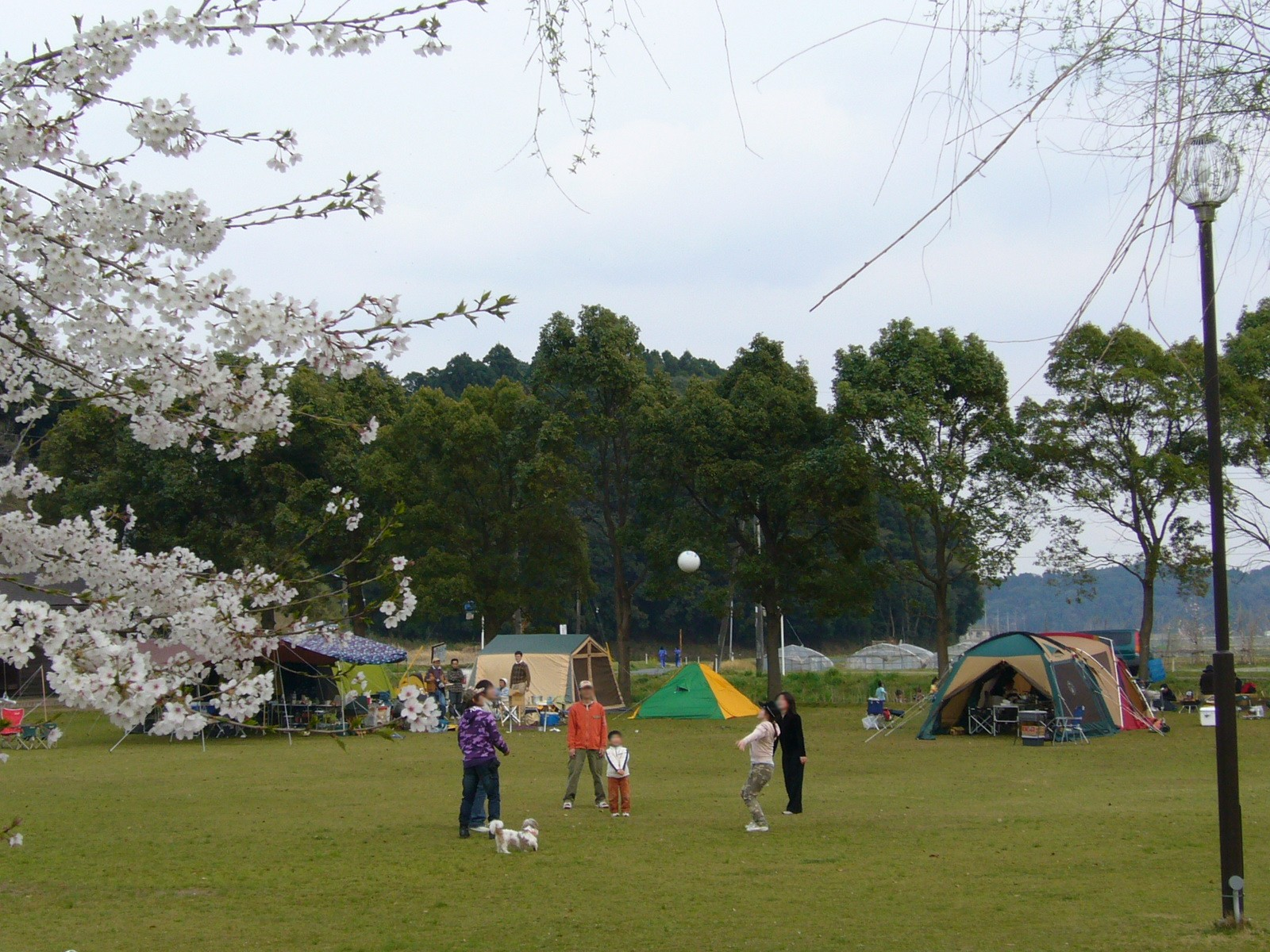
橘ふれあい公園
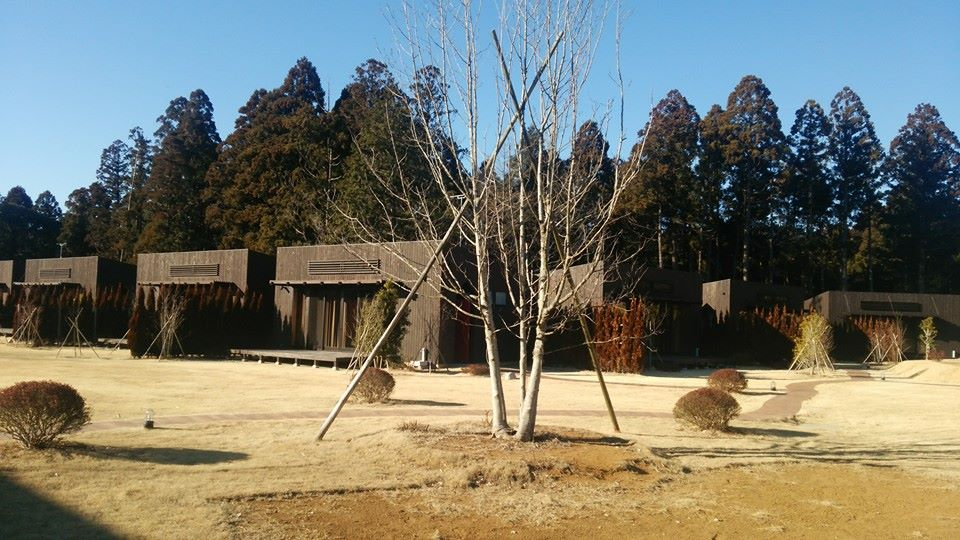
THE FARM コテージ

### 百選
- 水の郷百選：佐原市（現：香取市）
- 日本の音風景100選：樋橋の落水
- 日本の歴史公園100選：横利根閘門ふれあい公園
- 平成百景：小江戸佐原
- かおり風景100選：府馬の大クス

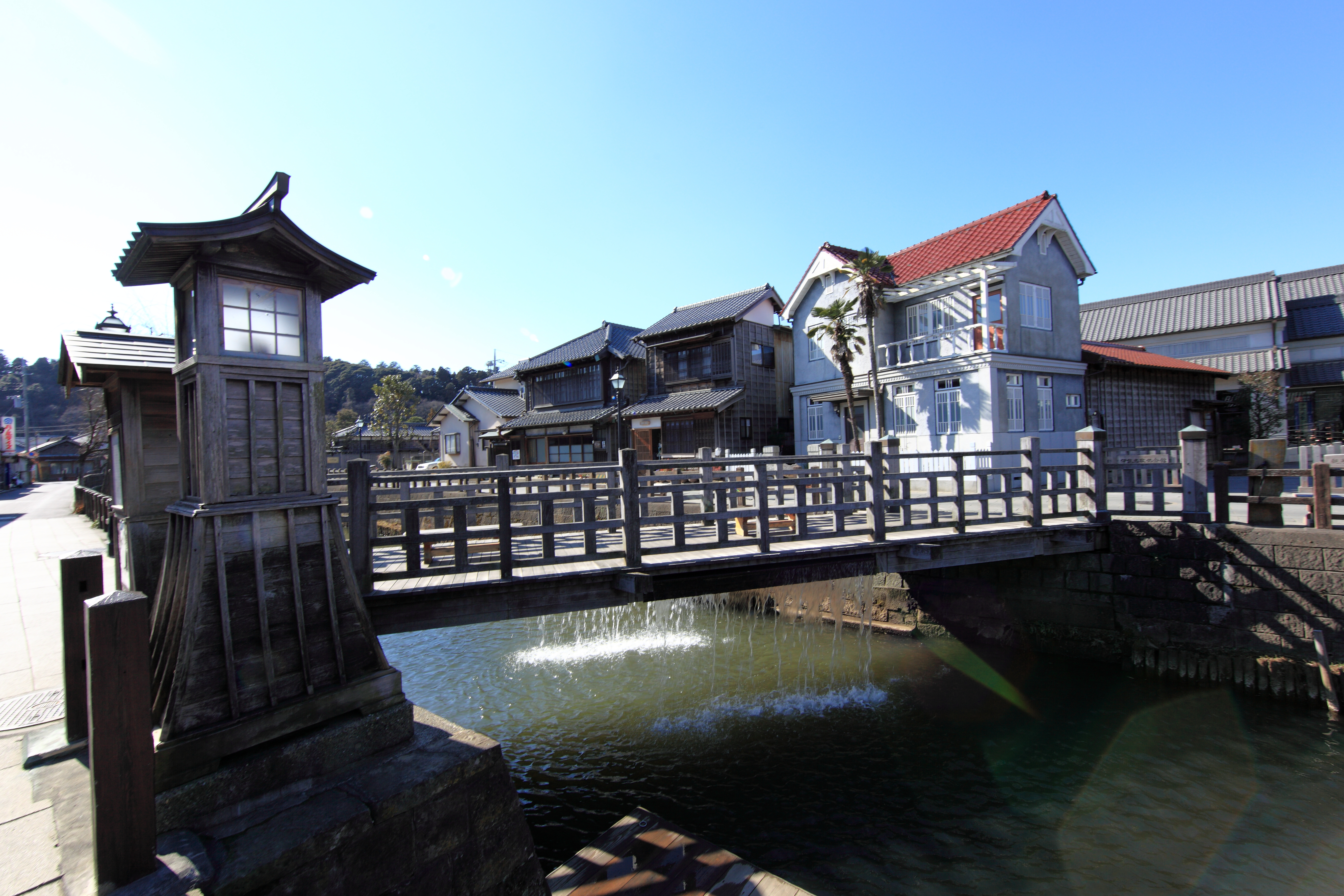
樋橋（とよはし）
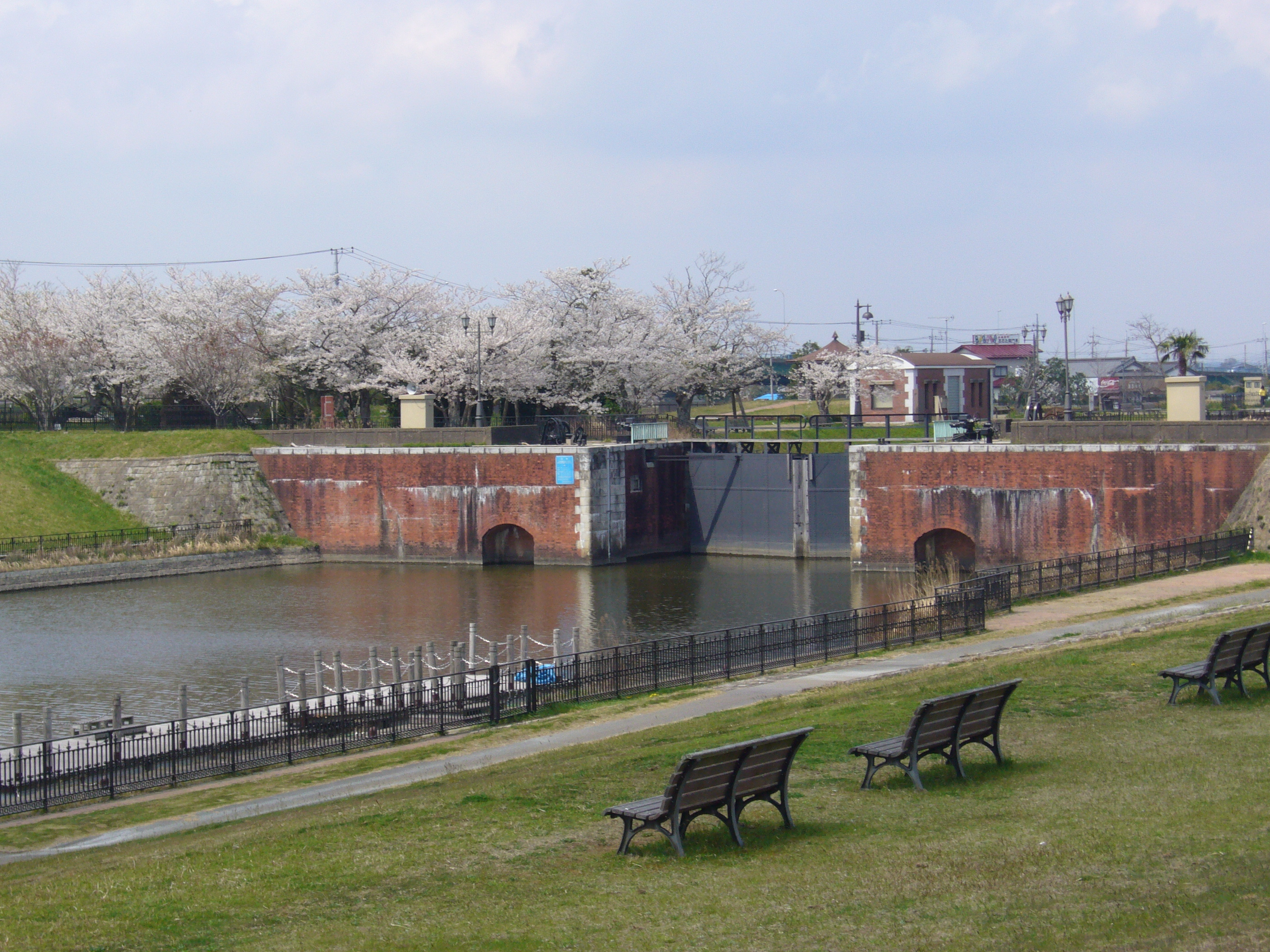
横利根閘門ふれあい公園
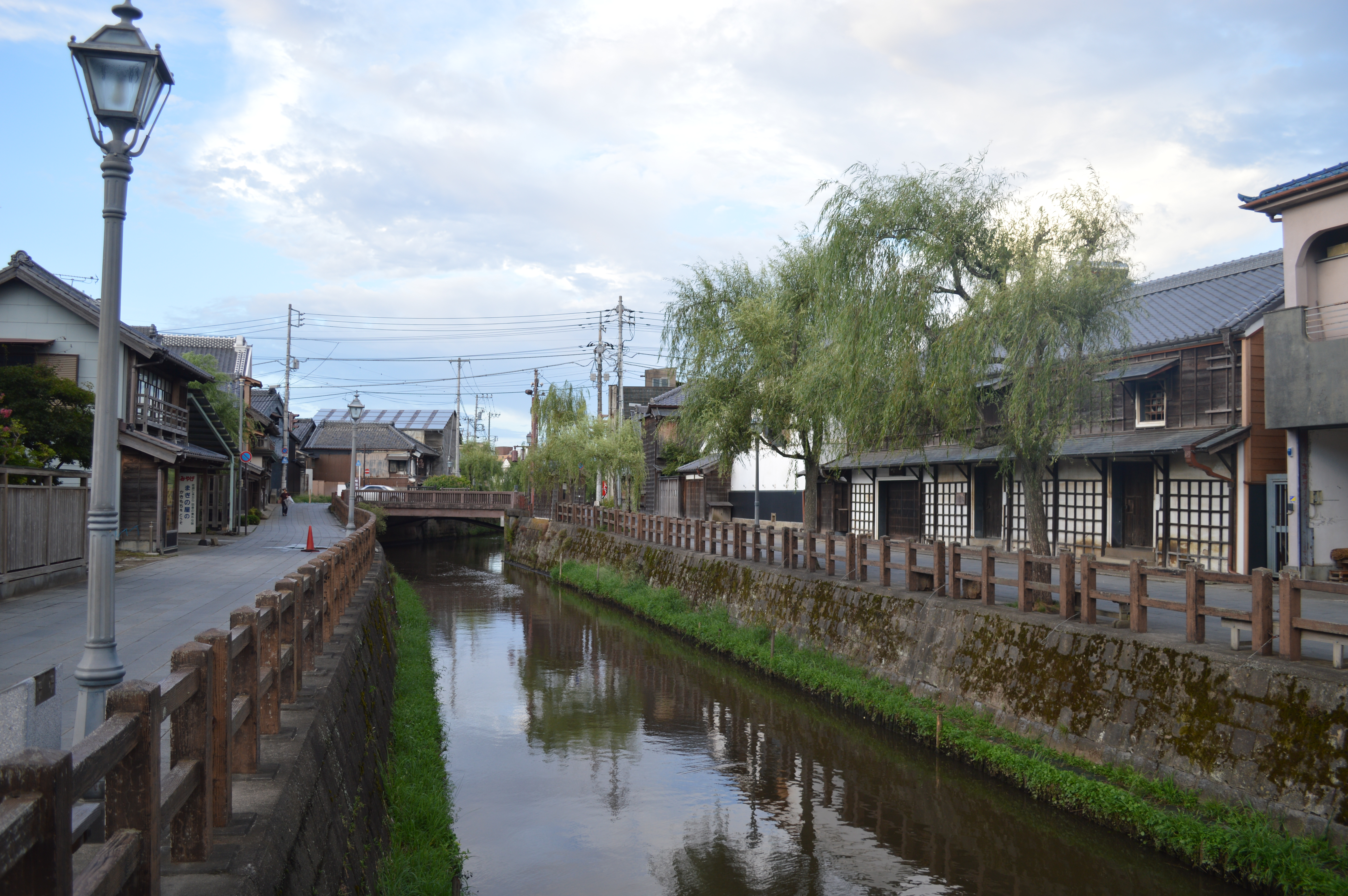
小江戸佐原（平成百景）
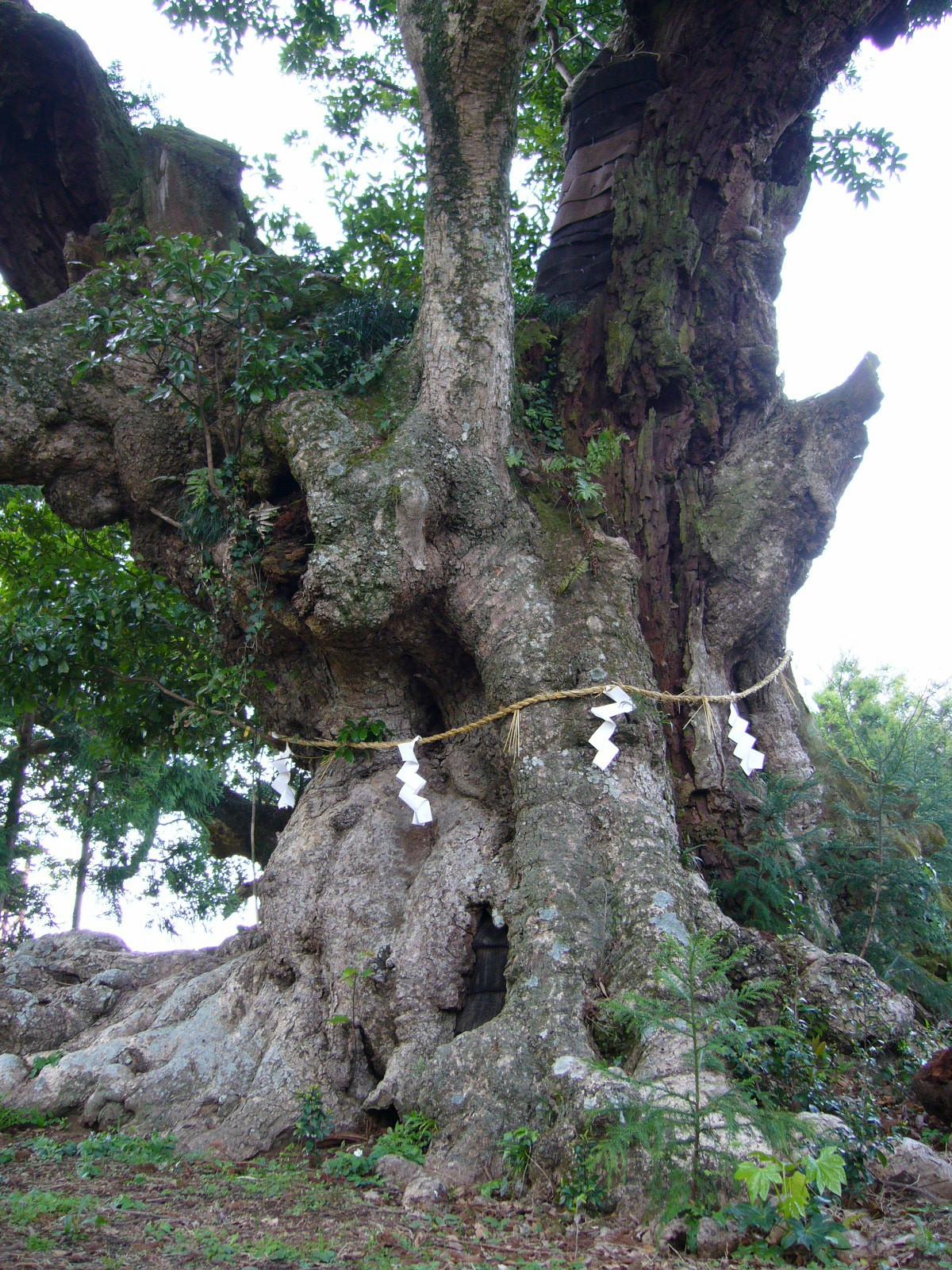
府馬の大クス（国の天然記念物）

### 祭事・催事
- 佐原の大祭 - 夏と秋に行われる全24台の山車祭、国の重要無形民俗文化財、ユネスコ世界無形文化遺産
- 香取神宮御田植祭 - 4月第1土曜・日曜に行われる。1日目は耕田式、2日目には田植式が行われ、いずれも大祭
- 小見川祇園祭 - 小見川で行われる祇園祭、全6台の屋台
- 山倉の鮭祭り - 千葉県指定無形民俗文化財、奉納された鮭の切り身を黒焼きにしたものが配られ、食べると健康に過ごせるとされる
- 側高神社髭撫で祭り - ひげをなでるとお酒を飲みあわなければならない奇祭
- 水郷おみがわ花火大会 - 明治時代から続く伝統の花火大会
- 水郷佐原あやめ祭り - ハナショウブ150万本が咲く
- 小見川城山公園の桜つつじまつり - サクラ、ツツジが咲く
- 橘ふれあい公園の鯉のぼりまつり - 5月には橘堰に鯉のぼりが泳ぐ
- 香取市民レガッタ - 黒部川で行われるレガッタ大会
- 栗源ふるさといも祭 - 日本一の焼いも広場

#### 民俗芸能
- 佐原囃子 - 佐原の大祭に欠かせないお囃子、国の重要無形民俗文化財

その他
- 香取神宮では式年大祭として、式年神幸祭（しきねんじんこうさい）が12年に1度の午年に行われる。
- 2019年（令和元年）5月1日には元号が「平成」から「令和」に改元され、奉祝「天皇陛下御践祚奉祝山車曳き廻し」が行われた[14]。

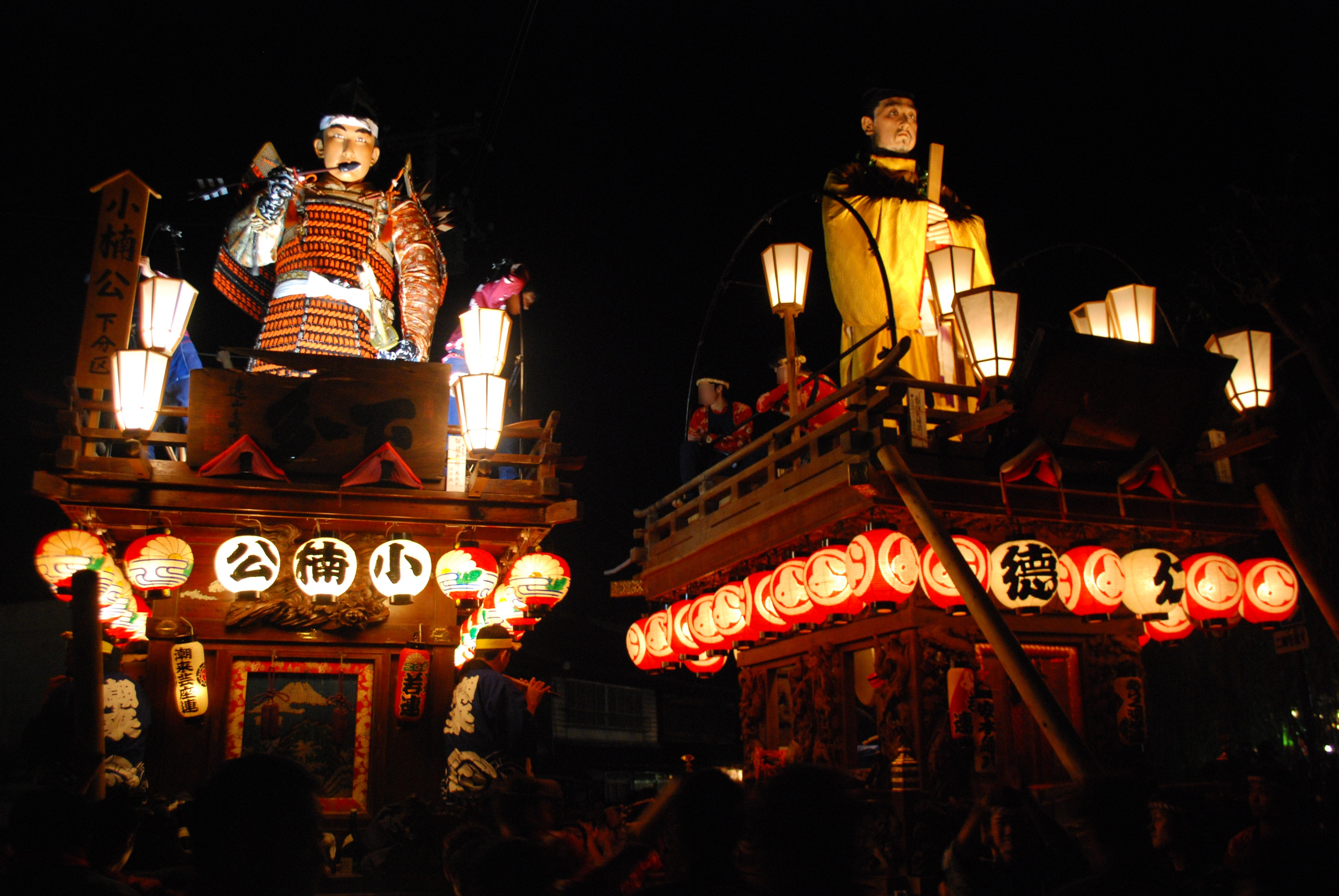
佐原の大祭（世界無形文化遺産）
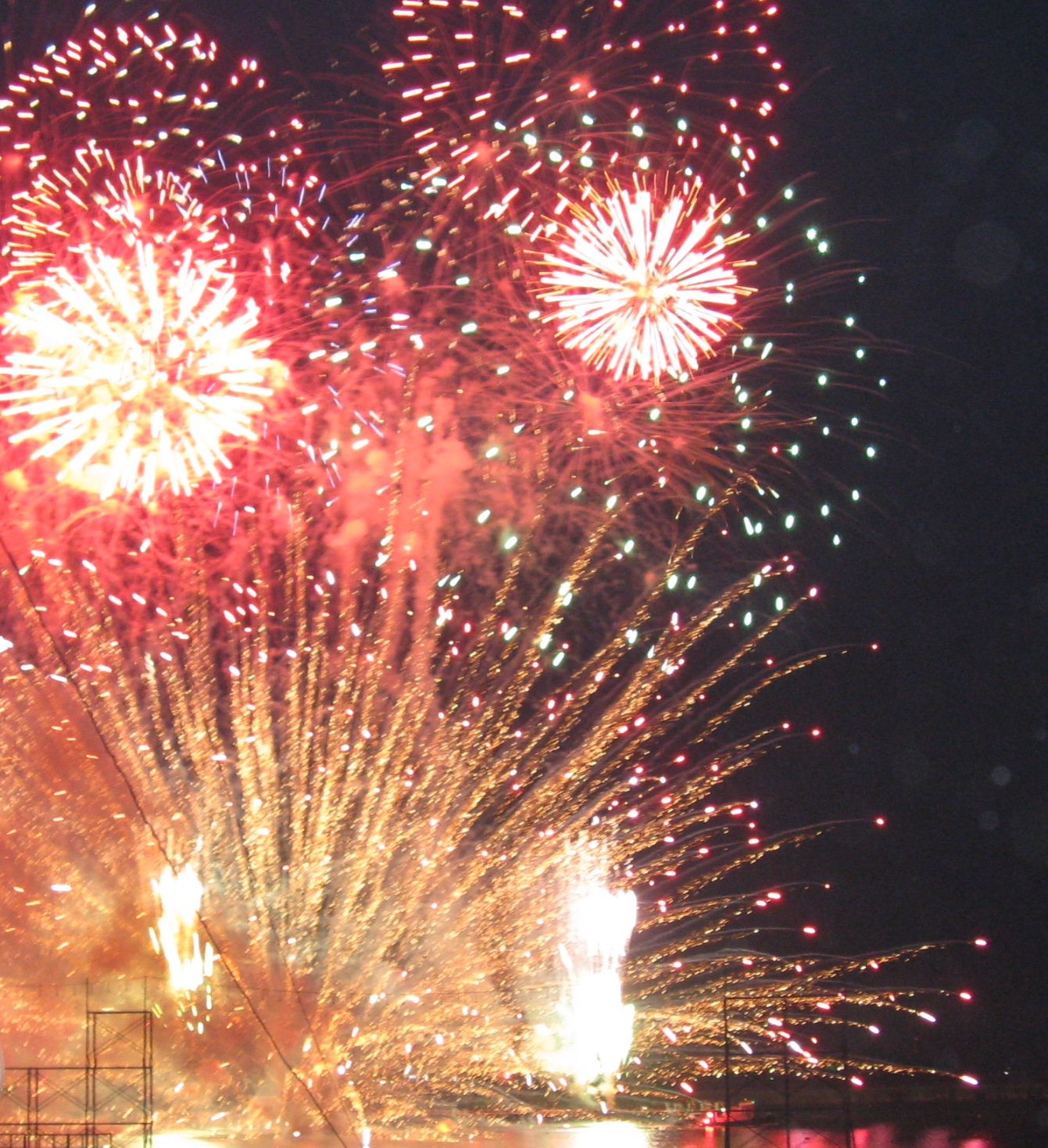
水郷おみがわ花火大会
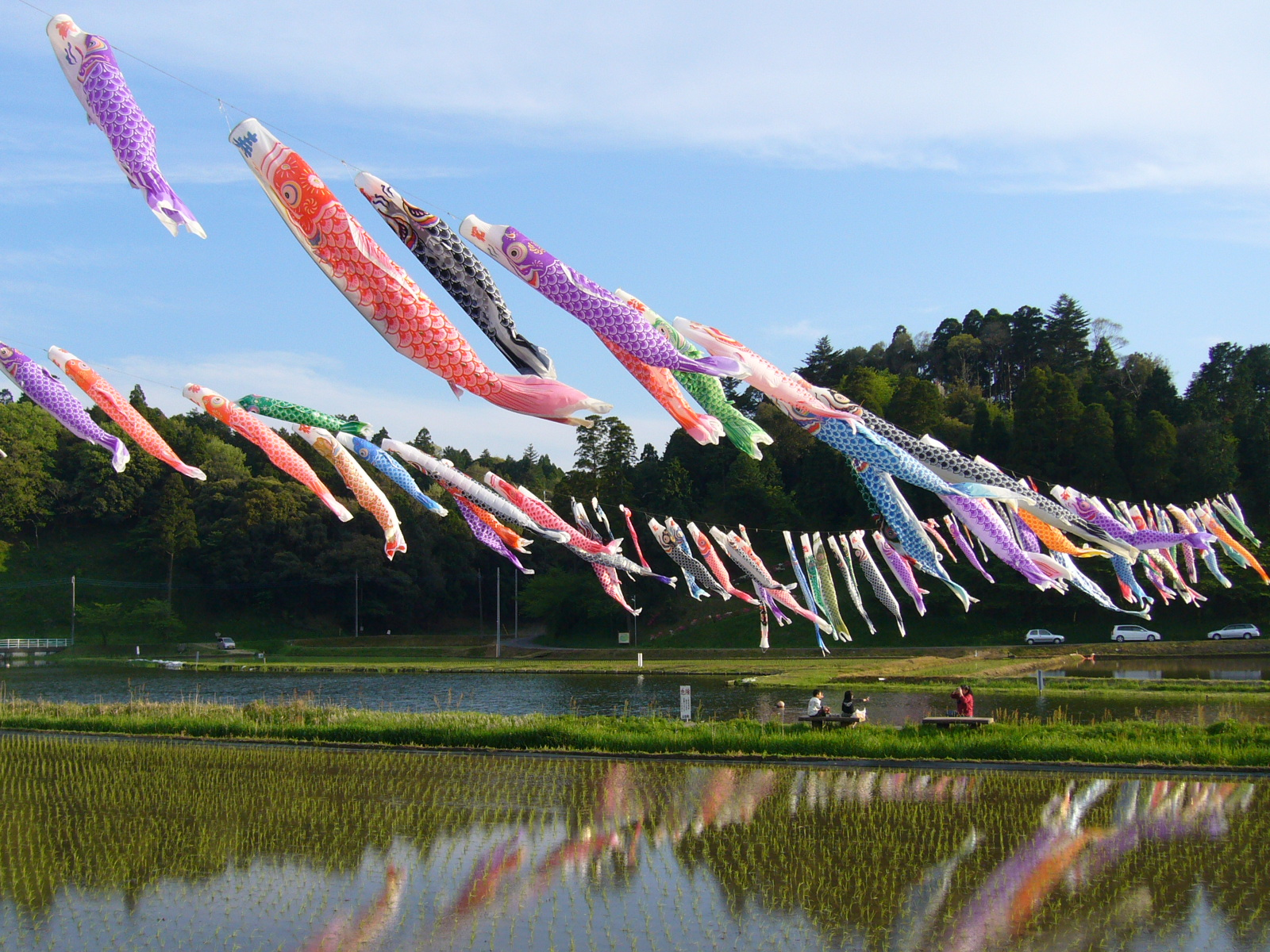
橘ふれあい公園（鯉のぼりまつり）
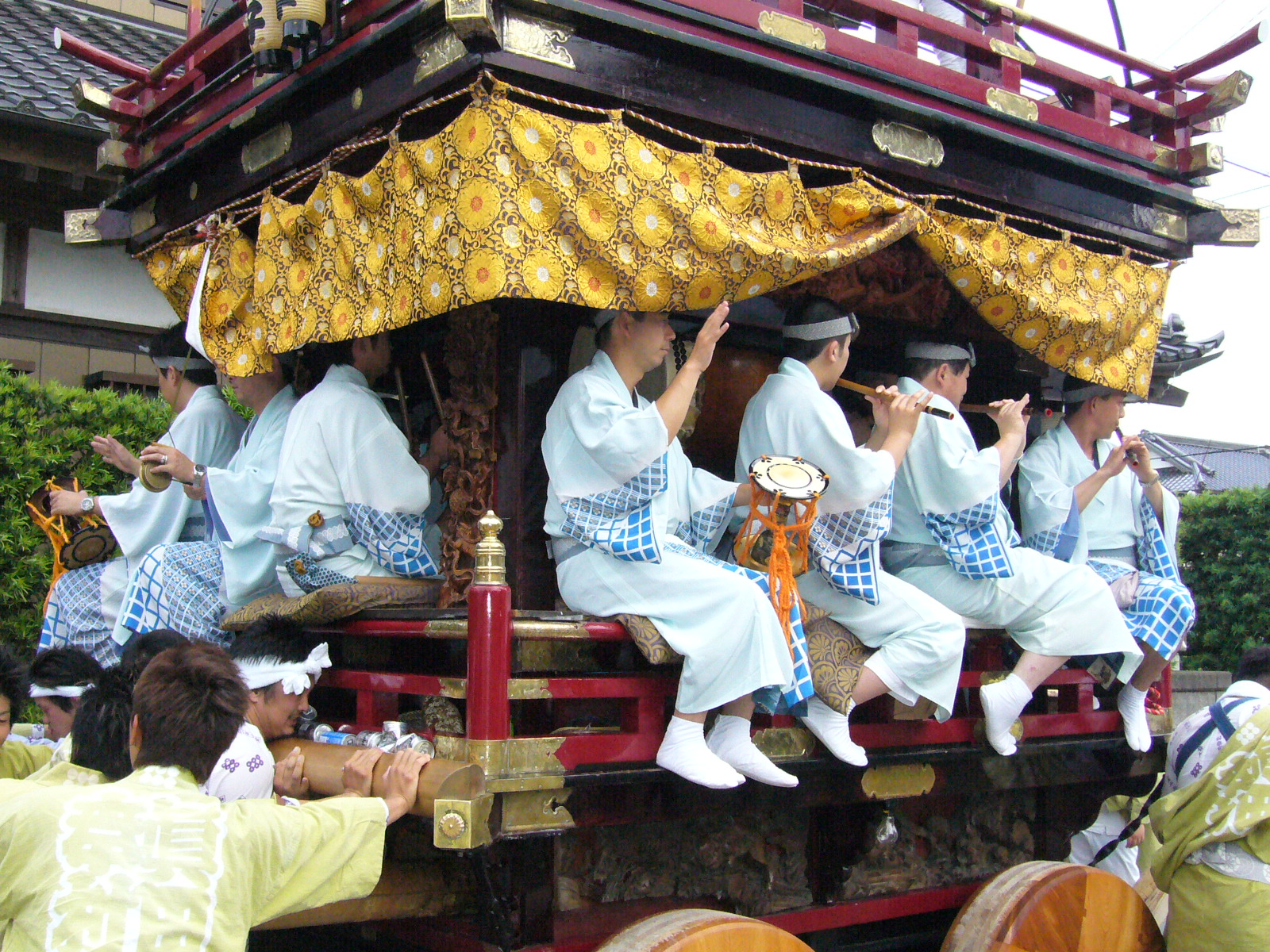
佐原囃子（日本三大囃子）
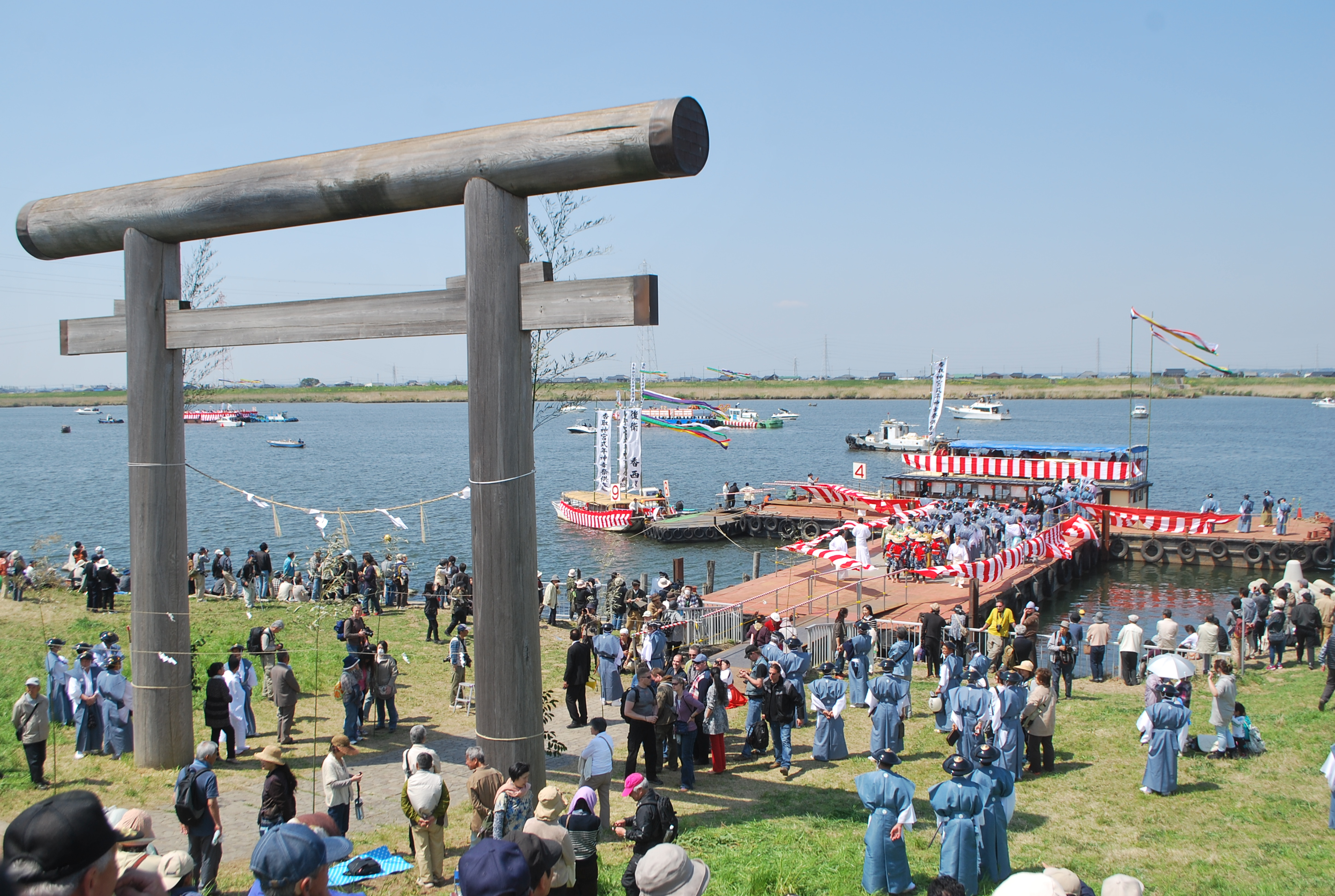
香取神宮式年神幸祭（2014年）
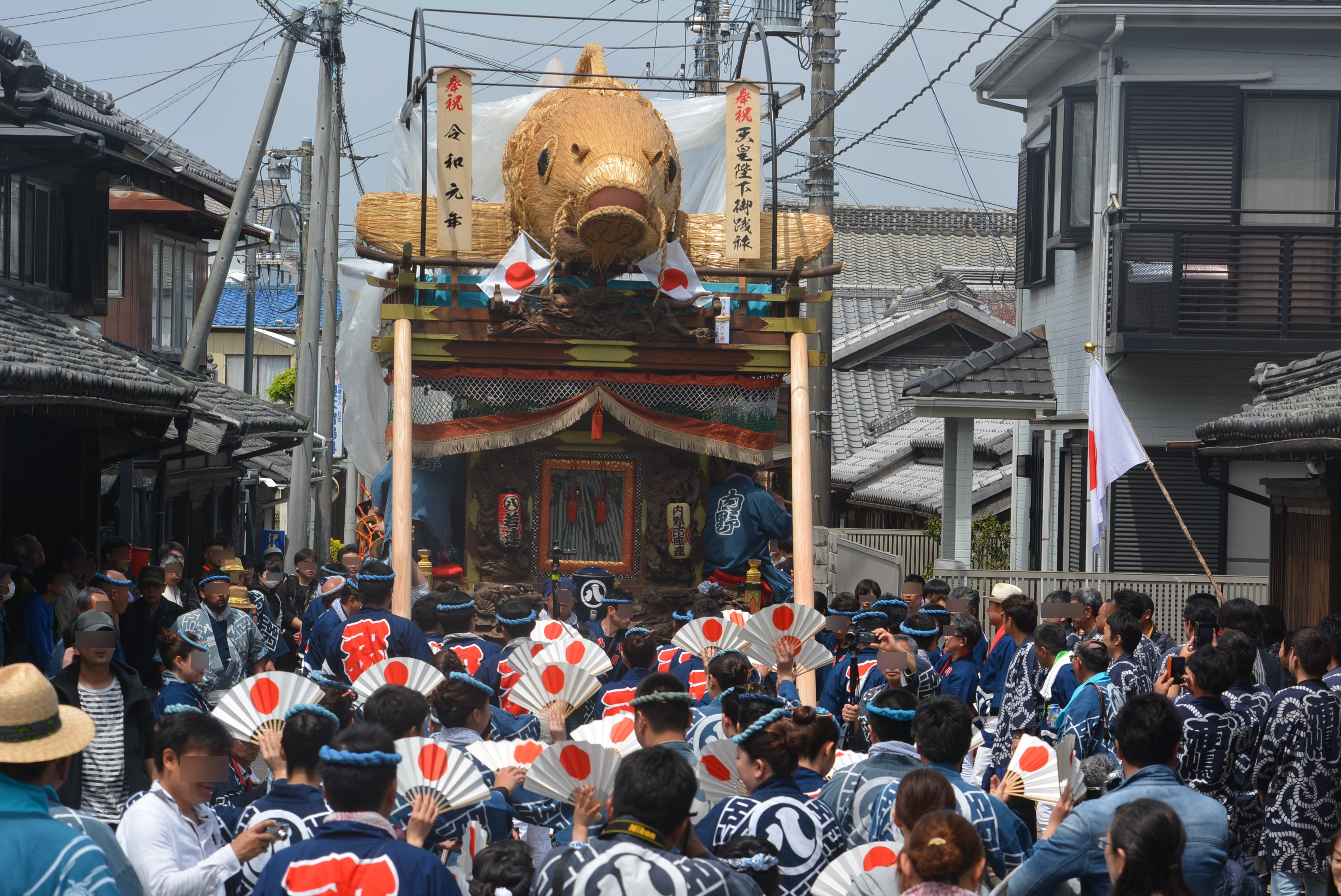
天皇陛下御践祚奉祝山車曳き廻し（2019年）

### 名物・名産品
- 佐原ばやし - 天皇に献上されたことがあり、第23回全国菓子大博覧会で名誉総裁賞を受賞
- 草だんご - 香取神宮参道
- うなぎ蒲焼 - 佐原、小見川に数店舗あり
- 太巻き祭り寿司 - 道の駅くりもとなどで販売
- 佃煮

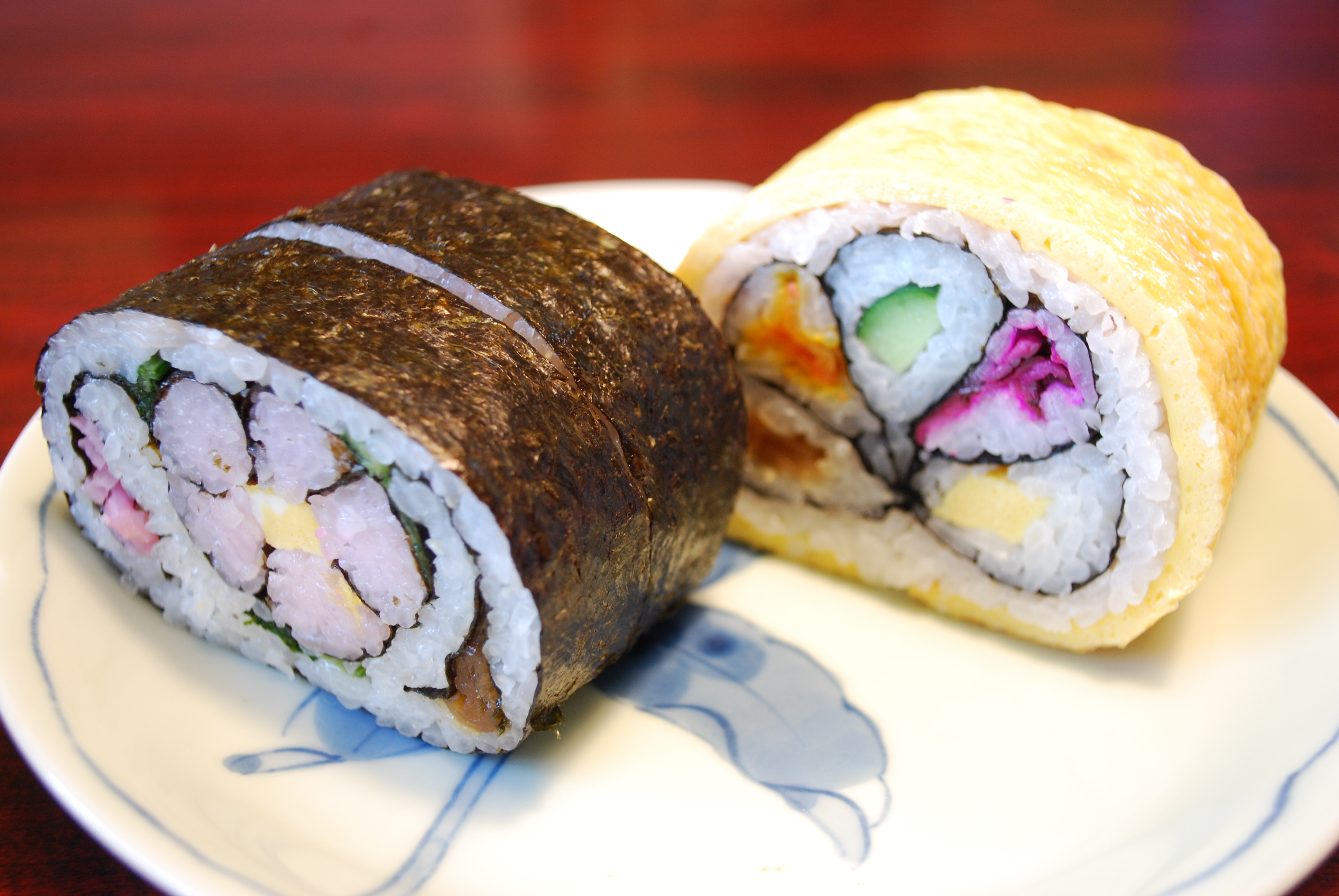
太巻き祭り寿司

#### 伝統工芸
- 千葉県指定伝統的工芸品
  - 佐原太鼓
  - 佐原張子
  - 佐原ラフィア
  - 佐原和傘

### 文化財
- 市内の国宝一覧

| 番号 | 種別     | 名称              | 所在地   | 所有者または管理者           | 指定年月日      | 備考                                  |
| ---- | -------- | ----------------- | -------- | ---------------------------- | --------------- | ------------------------------------- |
| 1    | 工芸品   | 海獣葡萄鏡        | 香取1697 | 香取神宮                     | 昭和28年3月31日 | 無し                                  |
| 2    | 歴史資料 | 伊能忠敬 関係資料 |          | 香取市（伊能忠敬記念館保管） | 平成22年6月29日 | 地図・絵図・器具・文書など 合計2345点 |

- 市内の重要文化財（国指定）一覧

| 番号 | 種別   | 名称                                                               | 所在地     | 所有者または管理者 | 指定年月日                                           | 備考                                              |
| ---- | ------ | ------------------------------------------------------------------ | ---------- | ------------------ | ---------------------------------------------------- | ------------------------------------------------- |
| 1    | 建造物 | 香取神宮 2棟 - 本殿 - 楼門                                         | 香取1697   | 香取神宮           | 昭和52年6月27日（本殿） 昭和58年12月26日追加（楼門） | 附指定：棟札1枚 銘札1枚、海老錠3箇                |
| 2    | 彫刻   | 木造十一面観音立像                                                 | 佐原イ1110 | 荘厳寺             | 昭和34年6月27日                                      |                                                   |
| 3    | 工芸品 | 古瀬戸黄釉狛犬                                                     | 香取1697   | 香取神宮           | 昭和28年3月31日                                      |                                                   |
| 4    | 工芸品 | 双竜鏡                                                             | 香取1697   | 香取神宮           | 昭和28年11月14日                                     |                                                   |
| 5    | 工芸品 | 銅造 - 釈迦如来坐像 - 十一面観音坐像 - 地蔵菩薩坐像 - 薬師如来坐像 | 牧野1752   | 観福寺             | 大正2年8月2日                                        | 4点とも懸仏（かけぼとけ）。「工芸品」として指定。 |
| 6    | 古文書 | 香取大禰冝家文書（381通）                                          | 香取       | 個人               | 昭和60年6月6日                                       |                                                   |

- 市内の重要無形民俗文化財（国指定）一覧

| 番号 | 名称           | 伝承地 | 指定年月日     | 備考 |
| ---- | -------------- | ------ | -------------- | ---- |
| 1    | 佐原の山車行事 | 香取市 | 平成16年2月6日 | 無し |

- 市内の史跡名勝天然記念物（国指定）一覧

| 番号 | 名称             | 種別       | 所在地             | 指定年月日       | 備考 |
| ---- | ---------------- | ---------- | ------------------ | ---------------- | ---- |
| 1    | 府馬の大クス     | 天然記念物 | 香取市府馬         | 大正15年10月20日 |      |
| 2    | 良文貝塚         | 史跡       | 香取市貝塚         | 昭和5年2月28日   |      |
| 3    | 伊能忠敬旧宅     | 史跡       | 香取市佐原イ       | 昭和5年4月25日   |      |
| 4    | 阿玉台貝塚       | 史跡       | 香取市阿玉台       | 昭和43年5月20日  |      |
| 5    | 下総佐倉油田牧跡 | 史跡       | 香取市九美上・福田 | 令和元年10月16日 |      |

- 市内の登録有形文化財（国登録）一覧

| 番号 | 指定・登録 | 種別                 | 名称                         | 所在地           | 所有者または管理者 | 指定年月日      | 備考 |
| ---- | ---------- | -------------------- | ---------------------------- | ---------------- | ------------------ | --------------- | ---- |
| 1    | 国登録     | 有形文化財（建造物） | 染織処谷屋土蔵（夢紫美術館） | 香取市小見川580  | 個人               | 平成11年8月23日 | 1件  |
| 2    | 国登録     | 有形文化財（建造物） | 香雲閣                       | 香取市香取1697-1 | 香取神宮           | 平成12年2月15日 | 1件  |
| 3    | 国登録     | 有形文化財（建造物） | 香取神宮拝殿・幣殿・神饌所   | 香取市香取1697-1 | 香取神宮           | 平成13年4月24日 | 1件  |

- 市内の重要伝統的建造物群保存地区（国選定）一覧

| 番号 | 地区名称   | 種別   | 選定年月日      | 面積  | 備考 |
| ---- | ---------- | ------ | --------------- | ----- | ---- |
| 1    | 香取市佐原 | 商家町 | 平成8年12月10日 | 7.1ha |      |

- 市内の指定文化財（県指定）一覧

| 番号 | 指定・登録 | 種別                   | 名称                                                                | 所在地                       | 所有者または管理者                    | 指定年月日       | 備考       |
| ---- | ---------- | ---------------------- | ------------------------------------------------------------------- | ---------------------------- | ------------------------------------- | ---------------- | ---------- |
| 1    | 県指定     | 有形文化財（建造物）   | 西坂神社本殿                                                        | 香取市西坂424                | 西坂神社                              | 昭和48年3月2日   | 1棟        |
| 2    | 県指定     | 有形文化財（建造物）   | 正文堂書店店舗                                                      | 香取市佐原                   | 個人                                  | 昭和49年3月19日  | 1棟        |
| 3    | 県指定     | 有形文化財（建造物）   | 小堀屋本店店舗                                                      | 香取市佐原                   | 個人                                  | 昭和49年3月19日  | 1棟        |
| 4    | 県指定     | 有形文化財（建造物）   | 側高神社本殿                                                        | 香取市大倉1                  | 側高神社                              | 昭和57年4月6日   | 1棟        |
| 5    | 県指定     | 有形文化財（建造物）   | 光明院阿弥陀堂                                                      | 香取市多田637                | 光明院                                | 平成1年3月10日   | 1棟        |
| 6    | 県指定     | 有形文化財（建造物）   | 三菱銀行佐原支店旧本館                                              | 香取市佐原イ-1903-1          | 香取市                                | 平成3年2月15日   | 1棟        |
| 7    | 県指定     | 有形文化財（建造物）   | 福新呉服店 店舗兼住宅・土蔵                                         | 香取市佐原                   | 個人                                  | 平成4年2月28日   | 2棟        |
| 8    | 県指定     | 有形文化財（建造物）   | 中村屋乾物店 店舗・文庫蔵                                           | 香取市佐原                   | 個人                                  | 平成4年2月28日   | 2棟        |
| 9    | 県指定     | 有形文化財（建造物）   | 正上醤油店 店舗・土蔵                                               | 香取市佐原                   | 個人                                  | 平成4年2月28日   | 2棟        |
| 10   | 県指定     | 有形文化財（建造物）   | 旧油惣商店 店舗・土蔵                                               | 香取市佐原                   | 個人                                  | 平成5年2月26日   | 2棟        |
| 11   | 県指定     | 有形文化財（建造物）   | 中村屋商店 店舗兼住宅・土蔵                                         | 香取市佐原                   | 個人                                  | 平成5年2月26日   | 2棟        |
| 12   | 県指定     | 有形文化財（建造物）   | 香取神宮旧拝殿                                                      | 香取市香取1697               | 香取神宮                              | 平成19年3月16日  | 1棟        |
| 13   | 県指定     | 有形文化財（彫刻）     | 羅龍王面 納曽利面                                                   | 香取市大戸521                | 大戸神社                              | 昭和30年12月15日 | 3躯        |
| 14   | 県指定     | 有形文化財（彫刻）     | 木造十一面観世音菩薩立像                                            | 香取市織幡612-2              | 織幡地区                              | 昭和33年4月23日  | 1躯        |
| 15   | 県指定     | 有形文化財（彫刻）     | 木造阿弥陀如来坐像                                                  | 香取市一之分目1008           | 善雄寺                                | 昭和33年4月23日  | 1躯        |
| 16   | 県指定     | 有形文化財（彫刻）     | 銅造薬師如来立像                                                    | 香取市織幡612-2              | 織幡地区                              | 昭和33年4月23日  | 1躯        |
| 17   | 県指定     | 有形文化財（彫刻）     | 銅造阿弥陀如来立像                                                  | 香取市織幡612-2              | 織幡地区                              | 昭和33年4月23日  | 1躯        |
| 18   | 県指定     | 有形文化財（彫刻）     | 銅造十一面観世音菩薩立像                                            | 香取市織幡612-2              | 織幡地区                              | 昭和33年4月23日  | 1躯        |
| 19   | 県指定     | 有形文化財（彫刻）     | 銅造観世音菩薩立像                                                  | 香取市織幡612-2              | 織幡地区                              | 昭和33年4月23日  | 1躯        |
| 20   | 県指定     | 有形文化財（彫刻）     | 銅造阿弥陀如来及び両脇侍立像                                        | 香取市府馬2927               | 修徳院                                | 昭和42年12月22日 | 3躯        |
| 21   | 県指定     | 有形文化財（彫刻）     | 木造観音菩薩坐像                                                    | 香取市西和田727-1            | 梅林寺                                | 平成16年3月30日  | 1躯        |
| 22   | 県指定     | 有形文化財（工芸品）   | 香取神宮古神宝類                                                    | 香取市香取1697               | 香取神宮                              | 昭和35年2月23日  | 一括       |
| 23   | 県指定     | 有形文化財（工芸品）   | 梵鐘（貞和五年在銘）                                                | 香取市大戸川35-1             | 浄土寺                                | 昭和50年3月28日  | 1口        |
| 24   | 県指定     | 有形文化財（工芸品）   | 大戸神社和鏡                                                        | 香取市大戸521                | 大戸神社                              | 昭和55年2月22日  | 3面        |
| 25   | 県指定     | 有形文化財（古文書）   | 天正検地帳                                                          | 香取市ほか                   | 香取市ほか                            | 昭和57年4月6日   | 18件・71冊 |
| 26   | 県指定     | 有形文化財（古文書）   | 香取分飯司家文書・香取古文書58通 弘長地帳・正応取帳1冊・御祭古牒1冊 | 香取市香取                   | 個人                                  | 平成5年2月26日   | 一括       |
| 27   | 県指定     | 有形文化財（考古資料） | 香炉形顔面付土器                                                    | 香取市貝塚                   | 小見川町貝塚史跡保存会                | 昭和34年4月24日  | 1個        |
| 28   | 県指定     | 有形文化財（考古資料） | 城山第一号古墳出土品                                                | 香取市文化財保存館           | 香取市                                | 昭和44年4月18日  | 一括       |
| 29   | 県指定     | 有形文化財（考古資料） | 板碑（正元元年九月三日在銘）                                        | 千葉県立中央博物館大利根分館 | 惣持院                                | 平成2年3月16日   | 1基        |
| 30   | 県指定     | 有形文化財（考古資料） | 板碑（正元元年九月在銘）                                            | 香取市大戸594                | 地福寺                                | 平成2年3月16日   | 1基        |
| 31   | 県指定     | 有形文化財（考古資料） | 板碑（正元元年十月廿五日在銘）                                      | 香取市大戸594                | 地福寺                                | 平成2年3月16日   | 1基        |
| 32   | 県指定     | 有形文化財（考古資料） | 板碑（正元元年八月廿二日在銘）                                      | 香取市文化財保存館           | 香取市                                | 平成2年3月16日   | 1基        |
| 33   | 県指定     | 有形文化財（考古資料） | 関峯崎3号横穴出土金銅製三尊押出仏                                   | 香取市文化財保存館           | 香取市                                | 平成26年3月4日   | 1点        |
| 34   | 県指定     | 有形文化財（歴史資料） | 久保木竹窓遺品                                                      | 香取市津宮                   | 個人                                  | 昭和47年9月29日  | 一括       |
| 35   | 県指定     | 無形文化財             | 武術 天真正伝香取神道流                                             | 香取市・成田市・酒々井町     | 飯篠快貞・大竹利典 大竹信利・京増重利 | 昭和35年6月3日   |            |
| 36   | 県指定     | 有形民俗文化財         | 浄福寺の鬼舞面                                                      | 香取市下小堀615              | 浄福寺                                | 平成15年3月28日  | 30面       |
| 37   | 県指定     | 有形民俗文化財         | 利根川下流域の漁撈用具                                              | 千葉県立中央博物館大利根分館 | 千葉県                                | 平成18年3月14日  | 251点      |
| 38   | 県指定     | 無形民俗文化財         | おらんだ楽隊                                                        | 香取市扇島                   | 扇島神楽隊                            | 昭和38年5月4日   |            |
| 39   | 県指定     | 無形民俗文化財         | 山倉の鮭祭り                                                        | 香取市山倉                   | 山倉区                                | 平成17年3月29日  |            |
| 40   | 県指定     | 記念物（史跡）         | 佐藤尚中誕生地                                                      | 香取市小見川450-1他          | 香取市                                | 昭和12年3月19日  |            |
| 41   | 県指定     | 記念物（史跡）         | 天真正伝神道流始祖飯篠長威斎墓                                      | 香取市香取                   | 個人                                  | 昭和18年2月19日  |            |
| 42   | 県指定     | 記念物（史跡）         | 初代松本幸四郎墓                                                    | 香取市小見川377              | 善光寺                                | 昭和40年4月27日  |            |
| 43   | 県指定     | 記念物（史跡）         | 久保木竹窓遺跡                                                      | 香取市津宮                   | 個人                                  | 昭和45年1月30日  |            |
| 44   | 県指定     | 記念物（史跡）         | 下小野貝塚                                                          | 香取市下小野                 | 個人                                  | 昭和53年2月28日  |            |
| 45   | 県指定     | 記念物（史跡）         | 佐倉油田牧の野馬込跡                                                | 香取市九美上                 | 個人                                  | 平成5年2月26日   |            |
| 46   | 県指定     | 記念物（天然記念物）   | 香取神宮の森                                                        | 香取市香取1697-1             | 香取神宮                              | 昭和49年3月19日  |            |

## 出身者・ゆかりのある人物

### 出身者
- 粟飯原龍之介 - プロ野球選手
- 青尾幸 - 元日本テレビアナウンサー
- 浅野秀重 - 教育学者
- 色川大吉 - 歴史学者
- 大須賀庸之助 - 明治時代の政治家
- 奥主喜美 - 元環境省総合環境政策局長
- 奥村奈未 - 元女子プロ野球選手
- 加瀬尊朗 - 俳優
- 楫取魚彦 - 江戸時代の国学者・歌人
- 北川芳男 - 元プロ野球選手
- 小笹奈津子 - バレーボール選手
- 桜井孝雄 - 元ボクシング選手
- 佐藤尚中 - 順天堂第2代堂主、順天堂医院初代院長。
- 佐原喜三郎 - 侠客
- 三遊亭金遊 - 落語家[15]
- 城之内邦雄 - 元プロ野球選手
- 高木琢也 - 美容師
- 長谷川裕一 - 漫画家
- 長谷川勝己 - アニメ脚本家・ライトノベル作家・スーツアクター、長谷川裕一の弟
- 細美武士 - ミュージシャン・ELLEGARDEN the HIATUSボーカル
- 松本幸四郎 (初代) - 江戸時代の歌舞伎役者
- 三崎和雄 - 元格闘家
- 柳田知秀 - 元北海道テレビ放送アナウンサー
- 山村新治郎（10代目） - 衆議院議員、元行政管理庁長官、元自由民主党国会対策委員長
- 山村新治郎（11代目） - 衆議院議員、元農林水産大臣、元運輸大臣
- 谷田川元 - 衆議院議員、元千葉県議会議員
- 伊藤友則 - 香取市長（現職）

### ゆかりのある人物
- 伊能忠敬（商人・測量家）
- 飯篠家直（武術家・香取神道流創始者）
- 鳥居元忠（安土桃山時代の武将）
- 土井利勝（江戸時代の大名）
- 八木治郎（アナウンサー）
- 橋本登美三郎（衆議院議員）
- 佐藤藍子（女優・タレント）
- 小堀進（画家）

## 香取市を舞台・ロケ地とした作品
ドキュメンタリー
- NHK 新日本紀行 女たちの十六島 〜千葉県佐原市〜（1979年）
- NHK 新日本紀行ふたたび 花菖蒲の咲く水辺 〜千葉県香取市佐原〜（2008年）

映画
- まぼろしの邪馬台国（2008年 監督：堤幸彦）
- 母べえ（2008年 監督：山田洋次）
- 春の雪（2005年 監督：行定勲）
- 伊能忠敬 子午線の夢（2001年東映 監督：小野田嘉幹）
- うなぎ（1997年 監督：今村昌平）
- 月光の囁き（1999年 監督：塩田明彦）

TVドラマ
- 東京バンドワゴン（2013年 日本テレビ）
- 八重の桜（2013年 NHK）
- 坂の上の雲（2011年 NHK）
- 娼婦と淑女（2010年 東海テレビ・フジテレビ系列）
- こちら葛飾区亀有公園前派出所（2009年 TBSテレビ）
- 歌姫（2007年 TBSテレビ）
- エラいところに嫁いでしまった!（2007年 テレビ朝日）
- 華麗なる一族（2007年 TBSテレビ）
- anego〜アネゴ〜（2005年 日本テレビ）
- 上を向いて歩こう〜坂本九物語〜（2005年 テレビ東京）
- 東京湾景（2004年 フジ）テレビ
- 逃亡者 RUNAWAY（2004年 TBSテレビ）
- マルサ!!東京国税局査察部（2003年 フジテレビ）
- 愛と青春の宝塚（2002年 フジテレビ）
- WITH LOVE（1998年 フジテレビ）
- 若葉のころ（1996年 TBSテレビ）
- 恋人よ（1995年 フジテレビ）
- たけしくん、ハイ!（1985年 NHK）

CM
- docomoショッピングのCM「川辺の二人篇」（2012年 NTTドコモ）
- 三幸製菓 松平健「大盤振る舞い篇」(2011年 三幸製菓)
- ヤマト運輸「電子マネー」篇
- NIKE Bukatsu「毎朝の対決」編（2007年 ナイキジャパン）
- ネスカフェ「夏の香り。神輿」篇（2006年 ネスレ日本）